# II. Henrik angol király
II. Henrik (Le Mans, 1133. március 5. – Chinon, 1189. július 6.) Anglia királya 1154-től haláláig. Ő volt az első Plantagenet-házi uralkodó. Édesapja, Gottfried 1150-ben Normandia hercegévé tette, majd az 1151-es halálát követően ő örökölte meg az Anjou és Maine grófja címeket, emellett VII. Lajos francia király volt feleségével, Aquitania-i Eleonórával 1152-ben kötött házasságával ő lett Aquitania és Gascogne hercege. 1185-ben szerződéssel Nantes grófja lett. 40 éves kora után Írország keleti, Franciaország nyugati fele és Anglia is az ő uralma alá tartozott, ezt az óriási területegyüttest nevezték később Angevin Birodalomnak. Henrik ezen kívül különböző időpontokban ellenőrzést gyakorolt Skócia, Wales és Bretagne felett is.
Henrik 14 éves korában aktívan részt vett édesanyja, Matilda, I. Henrik angol király lányának az angol trónért megtett erőfeszítéseiben, amelyet akkor Blois-i István foglalt el. Henrik 1153-as angliai katonai expedíciója után békeszerződést kötött Istvánnal, mely szerint egy év múlva, István király halála után ő örökölte meg az angol királyi címet. Henrik energikus, olykor könyörtelen uralkodó volt, akit nagyapja, I. Henrik földjeinek és kiváltságainak helyreállítására irányuló törekvései vezényelték. Uralkodásának első éveiben helyreállította a királyi közigazgatást Angliában, visszaállította a hegemóniát Wales felett és teljes ellenőrzés alatt tartotta Anjout, Mainet és Tourainet. Henrik azon vágya, hogy megreformálja az egyházzal való kapcsolatát, konfliktushoz vezetett korábbi barátjával, Becket Tamás canterburyi érsekkel. Ez a vita az 1160-as évek nagy részében tartott, ami Becket 1170-es meggyilkolásához vezetett. Hamarosan viszályba került VII. Lajossal is. Henrik Lajos költségein bővítette birodalmát, uralkodása alatt több terület tartozott Franciaországban az uralma alá, mint magának a francia királynak.
Henriknek és Eleonórának nyolc gyermeke született, köztük három lány és öt fiú. Legidősebb fiát, Henriket társuralkodójának nevezte ki, de valódi hatalmat nem adott a kezébe. Ahogy a fiúk nőttek fel, egyre nagyobb feszültségek alakultak ki a birodalom jövőbeli öröksége kapcsán. 1173-ban végül Ifjabb Henrik fellázadt apja ellen, amelyhez testvérei, Richárd és Gottfried, valamint anyjuk, Eleonóra is csatlakozott. Franciaország, Skócia, Bretagne, Flandria és Boulogne is szövetséget kötött a lázadókkal. A nagy felkelést csak Henrik erőteljes katonai akciója és tehetséges parancsnokai verték le. Ifjabb Henrik és Gottfried 1183-ban ismét fellázadtak, ami Henrik herceg halálhoz vezetett. Írország angol inváziója földet biztosított legkisebb, egyben kedvenc fiának, Jánosnak, de Henrik nehezen talált módot arra, hogyan elégítse ki fiai hatalom iránti vágyait. 1186-ban Gottfried is meghalt. II. Fülöp francia király 1189-ben rávette Richárdot, hogy II. Henrik legkisebb fiát, Jánost fogja angol királlyá tenni, ez egy újabb lázadáshoz vezetett. Fülöp és Richárd legyőzte Henriket, aki gyomorfekélye miatt visszavonult a Chinon-kastélyba. Nem sokkal később meghalt. Fia, I. Richárd követte a trónon.  

## Első évei (1133-49)
Henrik 1133. március 5-én született Le Mans-ban, Matilda császárné és második férje, Plantagenet Gottfried, Anjou grófjának legidősebb gyermekeként. A francia Anjou régió a 10. században alakult meg és az angevini uralkodók több évszázadon át házasságok és politikai szövetségek révén próbálták befolyásukat és hatalmukat kiterjeszteni Franciaországban. A királyi hatalom Anjou felett a 11. század folyamán meggyengült és a régió nagyrészt autonómiává vált. A Plantagenêt név apjától ered, aki állítólag a seprűzanót (Cytisus scoparius) egy ágát viselte fejfedőjén, amelyet latinul „planta genista”-nak neveztek, de később ez „Plante Genest” vagy „Plantegenest”-re módosult, ennek modern írásmódja a Plantagenêt. 

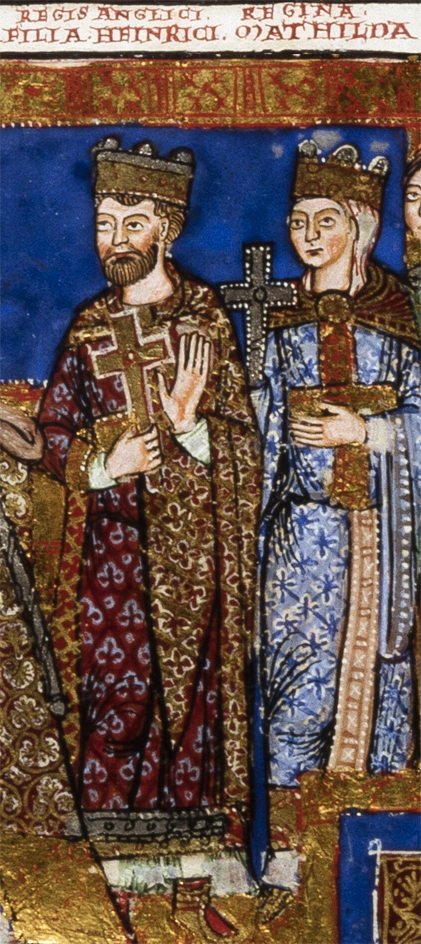
Henrik és anyja, Matilda

Henrik anyja I. Henrik angol király és normandiai herceg legidősebb lánya, első férje V. Henrik német-római császár volt. Matilda apja 1135-ös halála után azt remélte, hogy megszerezheti az angol trónt, de helyette unokatestvérét, Blois-i Istvánt koronázták királlyá és normandiai hercegnek is elismerték, ami polgárháborút eredményezett rivális támogatóik között. Gottfried megtámadta a Normandiai Hercegséget, de nem játszott közvetlen szerepet az angol konfliktusban, ezt Matildára és féltestvérére, Róbert, Gloucester bárójára bízta. A háború tovább húzódott és patthelyzetté fajult.  
Henrik valószínűleg első éveinek egy részét anyja udvartartásában töltötte és az 1130-as évek végén elkísérte Matildát Normandiába. Későbbi gyermekkorát, valószínűleg hétéves korától Anjouban töltötte, ahol Peter of Saintes, a kor neves filozófusa oktatta. 1142 végén Gottfried úgy döntött, hogy kilencéves fiát Bristolba, Anglia délnyugati részén fekvő Istvánhoz intézett angevini ellenzék központjába küldi Gloucester Róbert kíséretében. Ez politikai előnyökkel is járt, mivel Gottfried-t sokan kritizálták, mert nem volt hajlandó csatlakozni az angliai háborúhoz. Körülbelül egy évig Róbert egyik fia, Worcesteri Roger mellett élt, Róbert udvartartása ismert volt az oktatásról és a tanulásról. A bristoli Szent Ágoston katedrális kanonokjai is segítettek Henrik oktatásában és későbbi éveiben szeretettel emlékezett vissza rájuk. 1143-ban vagy 1144-ben tért vissza Anjouba és Conches-i Vilmos irányításával folytatta tanulmányait.
Henrik 14 évesen, 1147-ben tért vissza Angliába. Közvetlen udvartartásával és néhány zsoldosával elhagyta Normandiát, Angliába ment és Wiltshire ellen vonult. Annak ellenére, hogy kezdetben jelentős pánikot okozott, az expedíció kudarcba fulladt és Henrik képtelen volt kifizetni erőit, így nem tudott visszatérni Normandiába. Sem az anyja, sem a nagybátyja nem volt hajlandó támogatni őt, ami arra utalt, hogy nem hagyták jóvá az expedíciót. Meglepő módon inkább István királyhoz fordult, aki kifizette a fennmaradó zsoldokat és így lehetővé tette Henrik számára, hogy méltósággal vonuljon vissza. István indokai nem világosak. Az egyik lehetséges magyarázat az, hogy kezdte átgondolni, hogyan vessen véget a háborúnak békésen és látta, hogy ez a mód jó kapcsolatot építhet ki Henrikkel. Henrik 1149-ben ismét közbelépett és folytatta a polgárháborút. Szövetségre lépett I. Dávid skót királlyal és Chester bárója, Ranulf-al, egy erős, regionális vezetővel, aki Anglia északnyugati részét irányította. A szövetség értelmében Henrik és Ranulf megállapodtak, hogy megtámadják Yorkot, valószínűleg a skótok segítségével. A tervezett támadás felbomlott, miután István gyorsan északra vonult Yorkba és Henrik visszatért Normandiába.

## Megjelenése és személyisége
Henrik külsejéről számos korabeli forrás beszámol, és mindegyik megegyezik abban, hogy erőteljes, energikus férfi volt, aki kortársai közül is kiemelkedett fizikai adottságaival. A kortárs Peter of Blois beszámolója szerint „hajlott lába, lovasokra jellemző (hajlott) sípcsontja, széles mellkasa és a bokszolók izmos karja mind arra utalt, hogy erős, mozgékony és bátor ember volt”. A beszámolók szerint egy nap alatt 4-5 napi távolságokat képes volt megtenni és rendszeresen meglepte ellenségeit, akik nem számítottak érkezésére. Kezében mindig íj, kard, lándzsa vagy nyílvessző volt, kivéve, amikor tanácskozott vagy olvasott.
Nagyapjához, I. Henrik angol királyhoz hasonlóan II. Henrik is kiválóan ismerte az angol törvényeket. Jó nyelvérzékkel rendelkezett, tökéletesen beszélt latinul és amikor csak tehette, személyesen vett részt tanácsadóinak gyűlésein. Meglehetősen érdekelték a gazdasági ügyek, gondot fordított a királyi kincstárra, ennek megfelelően általában szerényen öltözött és étkezett.
Viselkedésében is szerény volt és minden társadalmi rétegből származó emberrel szót értett. „Fejében nem járnak fennkölt gondolatok, nyelve nem dagad a cifra mondatok súlya alatt, és nem tartja magát többre más embernél.” Alattvalóival szemben mindig bőkezű volt és a templomos lovagokat bízta meg azzal, hogy a királyi udvar számára vásárolt élelem egytizedét legszegényebb alattvalóinak kiosszák.
Jó humorérzéke volt, és sosem sértődött meg azon, ha kárára sütöttek el egy viccet. Egyszer, amikor ruhája javításával és varrásával volt elfoglalva, egy udvaronc azt találta mondani, hogy a király úgy néz ki, mint egy cserzővarga lánya. Henrik dőlt a nevetéstől, és a viccet elmagyarázta azoknak is, akik elsőre nem hallották vagy nem értették.
A leírások szerint emlékezőtehetsége is rendkívüli volt, sosem felejtette el az arcot, akit már látott, és minden hasznos információt a fejébe vésett. A korabeli nyugat-európai királyok közül az egyik legműveltebb volt.

## Uralkodásának kezdete (1150-62)

### Normandia, Anjou és Aquitania megszerzése

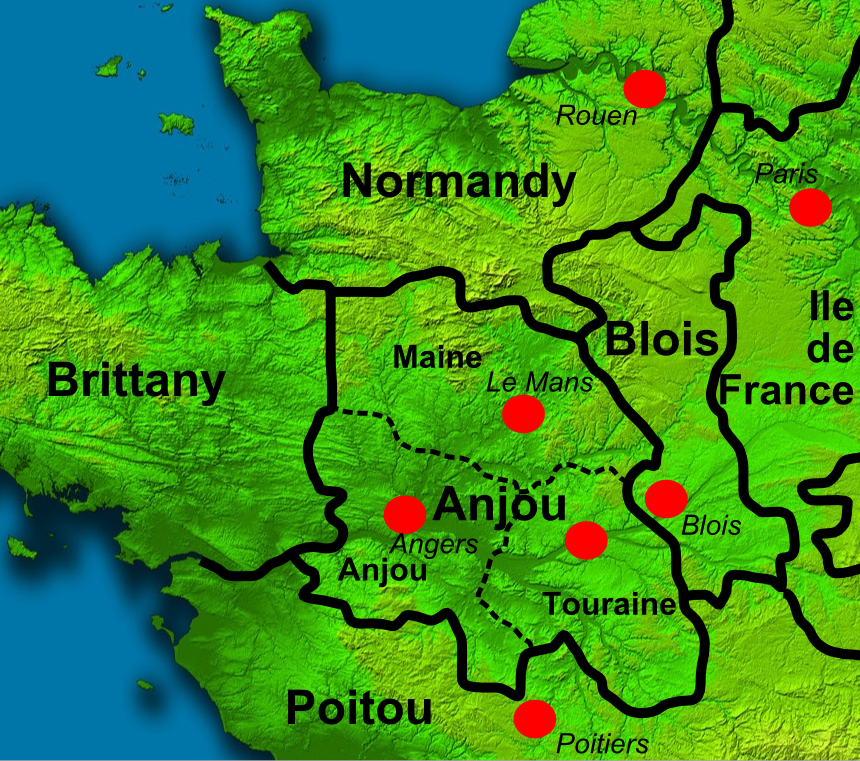
Észak-Franciaország Henrik születése körül

Az 1140-es évek végére az angol polgárháború aktív szakasza véget ért, kivéve a harcok időnkénti kitörését. A bárók közül sokan egyéni békemegállapodásokat kötöttek egymással a háborús nyereségük biztosítása érdekében és egyre inkább úgy tűnt, hogy az angol egyház egy békeszerződés előmozdítását fontolgatta volna. Amikor VII. Lajos francia király 1149-ben hazatért a második keresztes hadjáratból, aggódott Gottfried hatalmának növekedése és a saját tulajdonát fenyegető potenciális veszély miatt, különösen, ha Henrik megszerzi az angol koronát. 1150-ben Gottfried Henriket Normandia hercegévé tette, Lajos pedig válaszul István fiát, Eusztázt jelölte meg a hercegség jogos örökösének és katonai hadjáratot indított, hogy Henriket eltávolítsa a tartományból. Apja azt tanácsolta Henriknek, hogy kössön békét Lajossal és 1151 augusztusában létrejött a béke közöttük, Clairvaux-i Bernát közvetítésével. Henrik hűségesküt tett Lajos előtt Normandiáért, elfogadva őt hűbéruraként és átadta neki a normann Vexin földjeit, cserébe Lajos elismerte Henriket hercegnek.

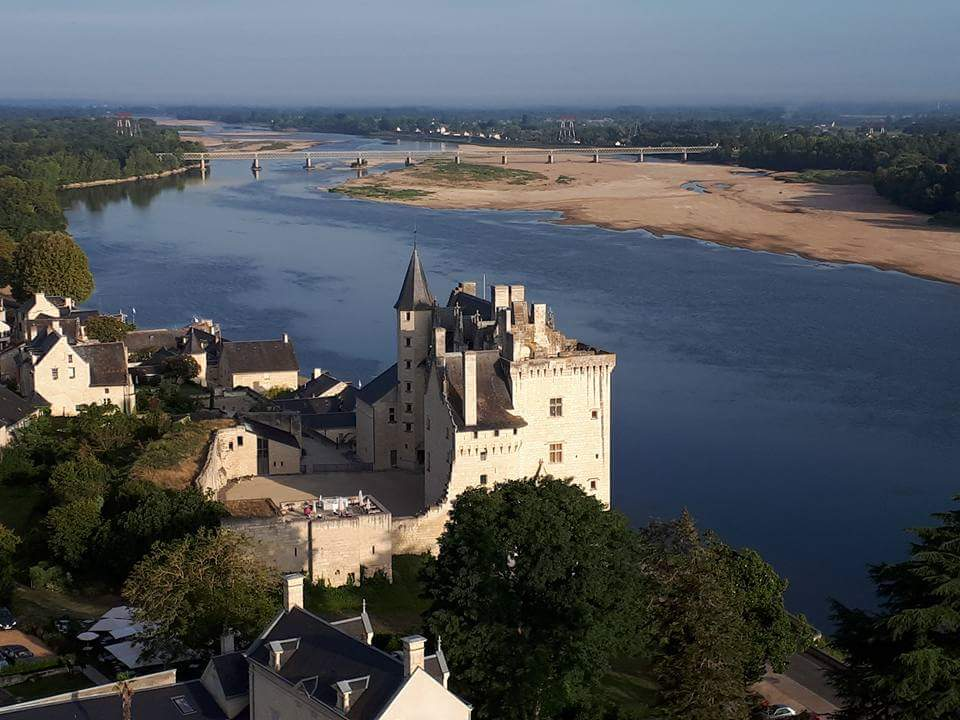
A Montsoreau-i kastély elfoglalása véget vetett Henrik testvére, Gottfried lázadásának

Gottfried 1151 szeptemberében meghalt és Henrik elhalasztotta angliai visszatérését, mivel biztosítania kellett utódlását, különösen Anjouban. Ekkor már titokban tervezte házasságát Aquitánia-i Eleonórával, aki ekkor még Lajos feleségeként francia királyné volt. Eleonóra egy dél-franciaországi tartomány, Aquitánia hercegnője volt, gyönyörűnek, élénknek és ellentmondásosnak tartották, de Lajosnak nem szült fiúörököst. Lajos érvénytelenítette házasságát és Henrik nyolc héttel később, május 18-án feleségül vette Eleonórát. A házasság azonnal újraindította a Henrik és Lajos közti feszültséget: sértésnek tartották, ellentétes volt a feudális gyakorlattal és veszélyeztette Lajos és Eleonóra két lányának, Máriának és Aliznak az örökségét, akik igényt tarthattak volna Aquitania-ra Eleonóra halála esetén. Új birtokaival Henrik sokkal nagyobb területet uralt Franciaországban, mint Lajos, a francia király. Lajos koalíciót szervezett Henrik ellen, többek között Istvánnal, Eusztázzal, I. Henrik, Champagne grófjával és Róbert, Perche grófjával. A koalícióhoz csatlakozott még Henrik öccse, Gottfried is, aki fellázadt ellene, azt állítva, hogy Henrik kitagadta őt az örökségből. Édesapjuk tervei földjei örökségéről kétértelműek voltak, ezért Gottfried követeléseinek valódiságát nehéz felmérni. A korabeli beszámolók szerint a poitoui kastélyokat Gottfriedre hagyta, ami arra utal, hogy Henrik meg akarta tartani Normandiát és Anjout, de Poitou-t nem.
A normandiai határ mentén azonnal harcok törtek ki, ahol Champagne-i Henrik és Róbert elfoglalták Neufmarché-sur-Epte városát. Lajos erői Aquitánia támadására indultak. István pedig ostrom alá helyezte a Temze-völgyi, Henrikhez hű Wallingford kastélyt, valószínűleg azért, hogy sikeresen véget vessen az angol konfliktusnak, miközben Henrik franciaországi területeiért harcol. Henrik gyorsan cselekedett, elkerülve a nyílt csatát Lajossal Aquitániában és stabilizálva a normann határt, kifosztotta Vexin-t, majd dél felé vezette csapatait Anjou-ba Gottfried ellen, elfoglalva a montsoreau-i kastélyt. Lajos megbetegedett és felhagyott a hadjárattal, Gottfried pedig kénytelen volt békét kötni Henrikkel.

### Az angol trón megszerzése

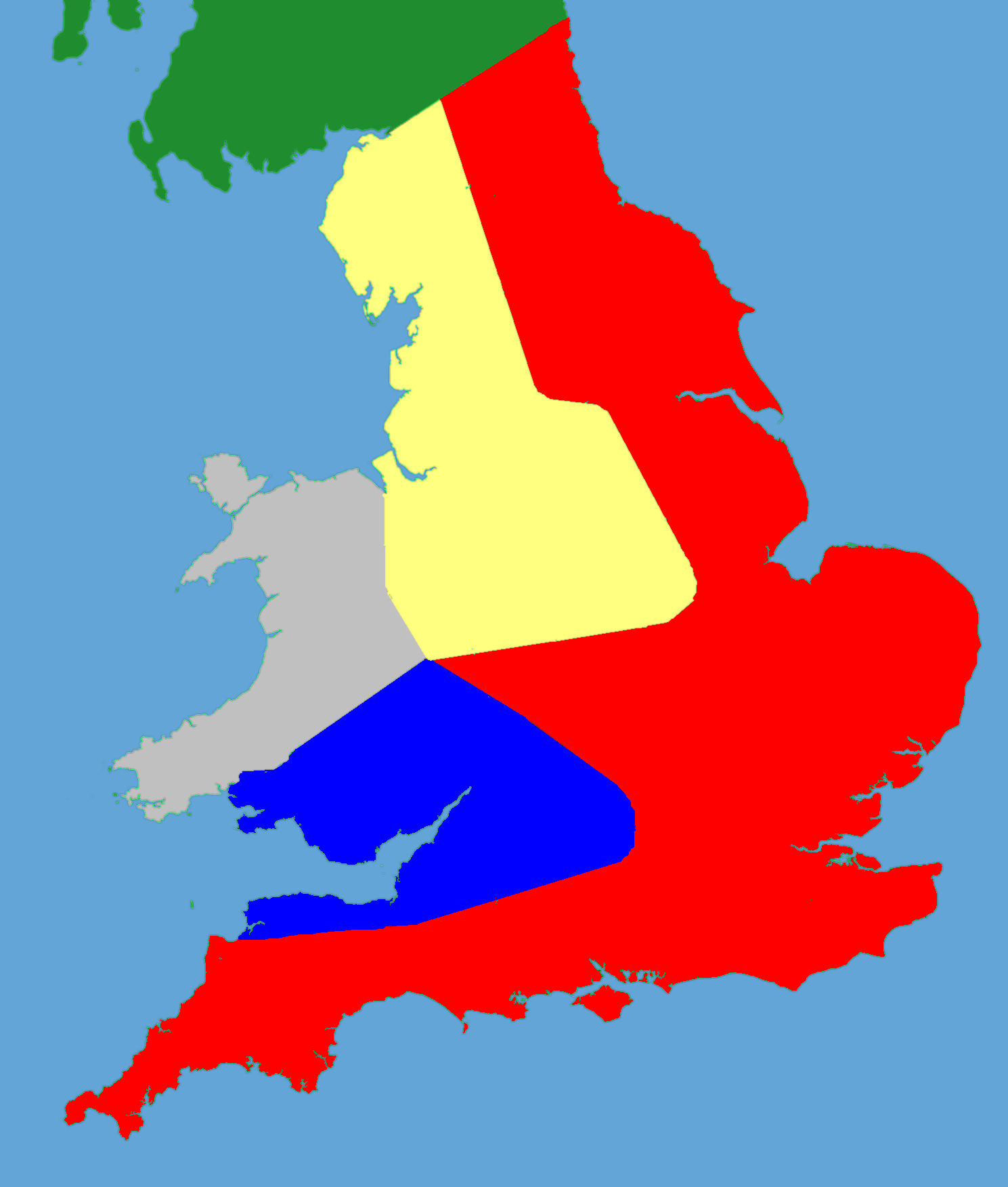
1153-as politikai térkép, a kékkel Henrik, a pirossal István, a szürkével Wales, a sárgával Chester Ranulf és Leicester Róbert, a zölddel jelzett területek pedig I. Dávid skót király uralma alá tartozik

István ostromára reagálva Henrik 1153 elején ismét visszatért Angliába, téli viharokon keresztül. Csak egy kis zsoldossereget sikerült összeállítania, amelyeket valószínűleg kölcsönzött pénzből fizetett ki. Henriket Észak- és Kelet-Angliában támogatta Ranulf of Chester és Hugh Bigod erői és nagy esélyük volt a győzelemre. Az angol főpapság küldöttsége találkozott Henrikkel és tanácsadóival a hampshire-i Stockbridge-ben, nem sokkal húsvét előtt, áprilisban. Megbeszéléseik részletei nem tisztázottak, de úgy tűnik, hogy az egyházfők hangsúlyozták, hogy miközben Istvánt támogatják királyként, tárgyalásos békére törekedtek. Henrik megerősítette, hogy elkerüli az angol katedrálisokat és nem várja el a püspököktől, hogy megjelenjenek az udvarában.
Hogy elvonja István erőit Wallingford-ból, Henrik megostromolta István Malmesbury kastélyát, míg a király nyugatra vonult seregével. Henrik sikeresen kikerülte István nagyobb seregét az Avon folyó mentén, megakadályozva, hogy István döntő csatát kényszerítsen rá. Az egyre zordabb időjárás miatt a két férfi beleegyezett egy ideiglenes fegyverszünetbe, így Henrik észak felé utazhatott a Középföldön át, ahol a hatalmas Robert de Beaumont, Leicester grófja bejelentette, hogy támogatja Henriket. Ezt követően délre fordulhatott a wallingfordi ostromlók ellen. Annak ellenére, hogy csak szerény katonai sikereket ért el, ő és szövetségesei dél-nyugatot, Középföldet és Észak-Anglia nagy részét irányították. Eközben próbált törvényes királyként cselekedni, tanúja volt a házasságoknak és egyezségeknek, illetve királyi módon bírósági eljárásokat folytatott.
Nyáron István csapatokat tömörített össze, hogy megújítsa a wallingfordi kastély ostromát. Wallingford bukása küszöbön állt és Henrik délre vonult, hogy enyhítse az ostromot, egy kis hadsereggel érkezett, amely megtámadta István erőit. István egy nagy hadsereggel tért vissza és a két fél júliusban Wallingford-nál a Temzén összetűzésbe került egymással. A háború ezen pontján a  harcoló bárók mindkét oldalon el akarták kerülni a nyílt csatát, így Henrik és István fegyverszünetet kötöttek. Ez lehetővé tette a számukra, hogy négyszemközt beszélhessenek a háború lehetséges befejezéséről. Ez eltávolította a másik lehetséges jelöltet a trónra, mivel Istvánnak volt egy másik fia, Vilmos, idősebb fia, Eusztáz pedig betegségben meghalt. Vilmos úgy tűnt, hogy nem igazán lelkesedik a trón iránt. Wallingford után folytatódtak a harcok, de meglehetősen félszeg módon, miközben az angol egyház állandó békét próbált teremteni a két fél között.
Novemberben a két vezető ratifikálta az állandó béke feltételeit. István a winchesteri katedrálisban jelentette be a szerződés életbe léptét, mely szerint Henriket elfogadta fiaként és utódjaként, cserébe Henrik hűséget esküdött neki. István megígérte, hogy meghallgatja Henrik tanácsait, de megtartotta királyi hatalmát. István fia, Vilmos lemondott trónigényéről, cserébe kérte földjei biztonságának ígéretét. A szerződés alapján István hozzá férhetett Henrik kastélyaihoz, majd minden külföldi zsoldost leszereltettek és hazaküldték őket. Henrik és István a béke csókjával pecsételték meg a szerződést a katedrálisban. A béke bizonytalan maradt, István fia, Vilmos Henrik lehetséges jövőbeli riválisa maradt. Pletykák keringtek Henrik meggyilkolásáról és valószínűleg emiatt úgy döntött, hogy egy időre visszatér Normandiába. István a következő évben, 1154. október 25-én gyomorbetegségben meghalt, amely lehetővé tette Henrik számára, hogy megörökölhesse az angol trónt.

### Az új kormányzat

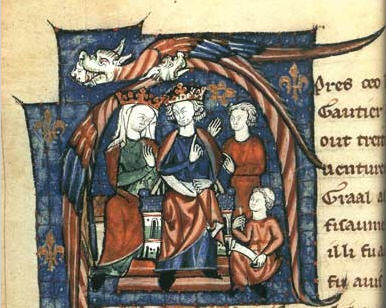
Henrik és Eleonóra, 12. századi ábrázolás

1154. december 8-án Henrik partra szállt Angliában és december 19-én a westminsteri apátságban Eleonóra mellett angol királlyá koronázták. A királyi udvar 1155 áprilisában gyűlt össze, ahol a bárók hűségesküt tettek a királynak és fiainak. Ekkor még számos potenciális riválisa létezett, köztük István fia, Vilmos és Henrik testvérei, Gottfried és Vilmos, de a következő évben mind meghaltak, így Henrik helyzete rendkívül biztonságos lett. Ennek ellenére Henriknek nehéz helyzettel kellett szembenéznie Angliában, mivel a királyság sokat szenvedett a polgárháború alatt. Az ország számos részén a harcok súlyos pusztítást okoztak, bár néhány más terület nagyrészt érintetlen maradt. Rengeteg kastélyt építettek a helyi urak bázisukként. A király jövedelme súlyosan csökkent és a pénzverés feletti királyi ellenőrzés korlátozott maradt.
Henrik nagyapja, I. Henrik törvényes örököseként mutatkozott be és az ő képére kezdte újjáépíteni a királyságot. Bár István megpróbálta folytatni I. Henrik kormányzati módszerét uralkodása alatt, II. Henrik új kormánya úgy jellemezte ezt a tizenkilenc évet, mint egy kaotikus és zavaros időszakot és mindezek a problémák abból eredtek, hogy István elbitorolta a trónt. Henrik azt is megakarta mutatni, hogy édesanyjával ellentétben meghallgatja mások tanácsait és igyekszik azok szerint cselekedni. Különböző intézkedéseket azonnal végrehajtottak, de mivel Henrik hat és fél évet töltött Franciaországban uralkodásának első nyolc évéből, sok munkát külföldön kellett elvégeznie. Folytatódott a polgárháborúban engedély nélkül épült várak lebontása. Nagy erőfeszítéseket tettek a királyi igazságszolgáltatás és a királyi pénzügyek rendszerének helyreállítására. Henrik nagy összeget fektetett új királyi épületek építésébe és régebbiek felújításába is.
Skócia királya és a helyi walesi uralkodók kihasználva a hosszú angliai polgárháborút, sok vitatott földet elfoglaltak Angliában. Henrik ezt a tendenciát azonban megfordította. 1157-ben Henrik nyomására a fiatal skót király, IV. Malcolm visszaadta a háború alatt elvett észak-angliai földeket. Az angol-normann felsőbbrendűség helyreállítása Walesben nehezebbnek bizonyult és Henriknek két hadjáratot kellett vezetnie Észak- és Dél-Walesben 1157-ben és 1158-ban, majd a walesi hercegek beleegyeztek a polgárháború előtti határok visszaállításába.

### Hadjáratai Bretagne-ban, Toulouse-ban és Vexin-ben

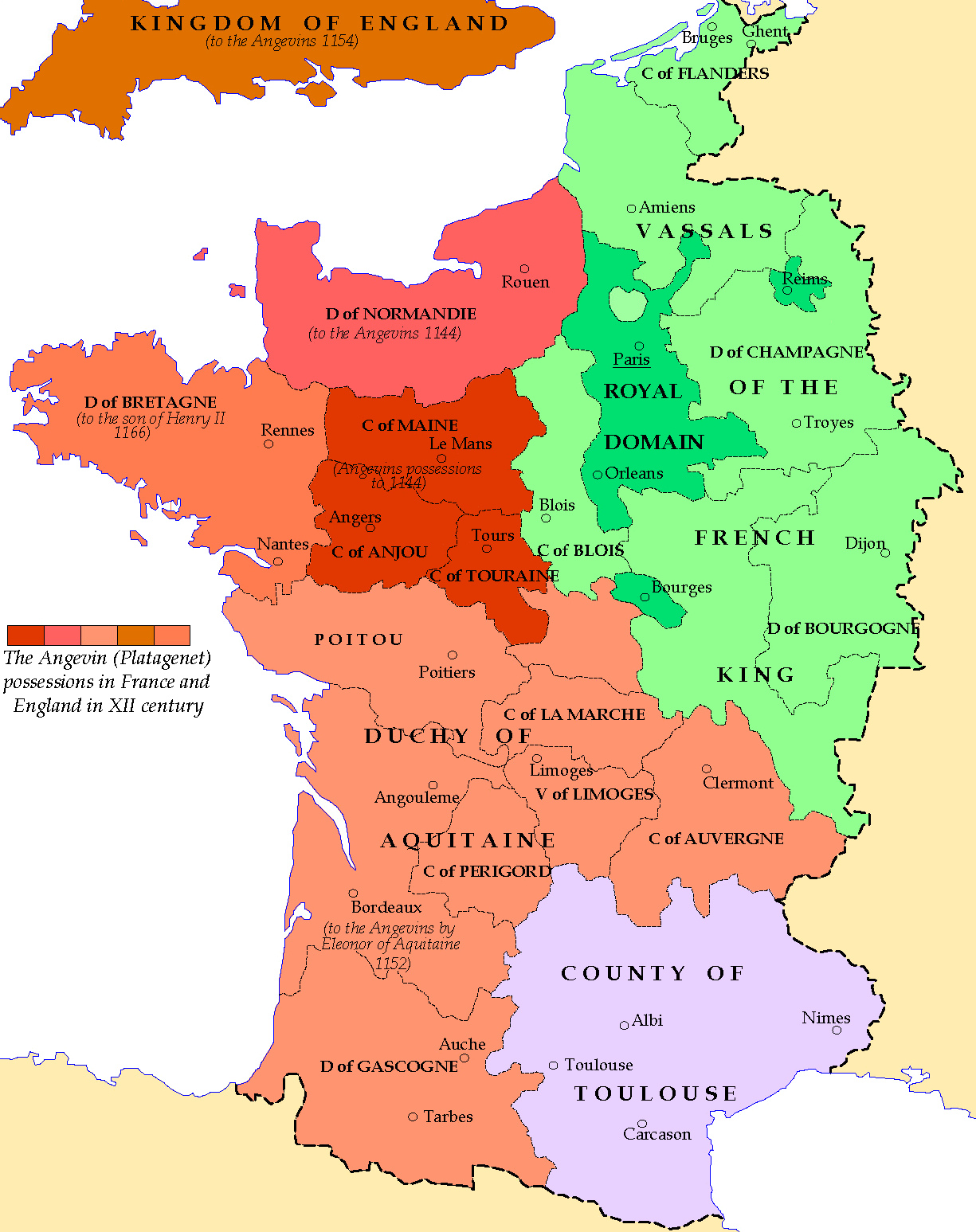
Henrik birtokai és területigényei

Henrik problémás kapcsolatban állt VII. Lajos francia királlyal. A két férfi már kétszer is összecsapott a normandiai utódlás és Eleonóra újraházasodása miatt. Lajos mindig megkísérelte Henriket erkölcstelennek bélyegezni, kihasználva keresztes hadjáratai során szerzett hírnevét és pletykákat terjesztett riválisa viselkedéséről és jelleméről. Henriknek nagyobb erőforrásai voltak Lajosnál, főleg miután Anglia királya is lett, és Lajos kevésbé volt képes ellenállni az Angevin Birodalomnak, mint uralkodása alatt korábban. A kettejük közötti vitájukba másokat is bevontak, köztük Thierry-t, Flandria grófját, aki katonai szövetséget kötött Henrikkel, de egy olyan záradékkal, amely megakadályozta, hogy a grófot rákényszerítsék arra, hogy harcoljon hűbérura, Lajos ellen. Henrik szövetségese lett még V. Theobald, Blois grófja, aki nagy ellensége volt a francia királynak. Az ebből eredő katonai feszültségek és a megoldásukra tett gyakori személyes találkozók arra késztették Jean Dunbabin történészt, hogy a helyzetet a 20. századi hidegháború időszakához hasonlítsa.
Amikor visszatért Angliából Franciaországba, Henrik megpróbálta biztosítani francia földjeit és felszámolni minden esetleges lázadást. 1154-ben Henrik és Lajos békeszerződést kötöttek, melynek értelmében Henrik visszavásárolta Vernon-t és Neuf-Marchét. A szerződés ingatagnak tűnt és a feszültségek nem értek véget. 1158-ban Párizsban és Mont-Saint-Michelben találkoztak és beleegyeztek, hogy Henrik legidősebb fiát, Henriket hozzáadja Lajos lányához, Margithoz. A házassági szerződés értelmében Lajos Vexin vitatott területét Margitnak kellett volna átengednie Ifjabb Henrikkel kötött házassága során. Bár ezzel Henrikre szállt volna az általa követelt területek. Egy rövid ideig a Henrik és Lajos közötti állandó béke hihetőnek tűnt.

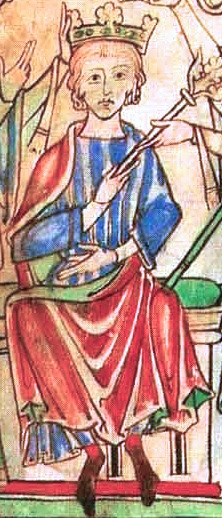
Henrik legidősebb fia, Ifjabb Henrik

Eközben Henrik a Bretagne-i Hercegség felé fordította tekintetét, amely szomszédságban állt földjeivel és saját nyelvével és kultúrájával független volt Franciaországtól. A breton hercegeknek kevés hatalmuk a hercegségben, amelyet többnyire a helyi főurak irányítottak. Mikor 1148-ban meghalt III. Conan herceg, az örökösödés miatt kitört a polgárháború. Henrik azt állította, hogy ő Bretagne törvényes hercege, azon az alapon, hogy a hercegség I. Henrik hűbérbirtoka volt, és úgy látta, hogy egyik fia számára ez nagyon jó örökség lenne. Henrik stratégiája kezdetben az volt, hogy közvetett módon, meghatalmazottak útján uralkodjon, így ennek értelmében támogatta IV. Conan követeléseit a hercegséggel kapcsolatban, részben azért, mert Conan erős angol kapcsolatokkal rendelkezett és könnyen befolyásolható volt. Conan nagybátyja, Hoël irányította a keleti Nantes megyét, addig, amíg 1156-ban Henrik testvére, Gottfried le nem váltotta őt, valószínűleg Henrik támogatásával. Amikor Gottfried 1158-ban meghalt, Conan megpróbálta visszaszerezni Nantest, de Henrik ellenezte, aki saját magának foglalta el. Lajos nem avatkozott be, jóllehet Henrik folyamatosan növelte hatalmát Bretagne-ban.
Henrik abban is reménykedett, hogy visszanyeri az irányítást a dél-franciaországi Toulouse-ban. Az V. Rajmund által uralt Toulouse, annak ellenére, hogy elvileg az Aquitániai Hercegség része volt, egyre függetlenebbé vált. Eleonóra ösztönzésére Henrik először Rajmund ellenségével, IV. Rajmund Berengár barcelonai gróffal szövetkezett, majd 1159-ben azzal fenyegetőzött, hogy megtámadja Toulouse-t. V. Rajmund feleségül vette Lajos húgát, Konstanciát, hogy biztosítsa déli határait. Ennek ellenére, amikor Henrik és Lajos a toulouse-i ügyről tárgyaltak, Henrik azt hitte, hogy a francia király támogatja a katonai beavatkozást. Henrik megszállta Toulouse-t, ép akkor, mikor Lajos meglátogatta Rajmundot. Henrik nem volt felkészülve arra, hogy közvetlenül támadást indítson Lajos ellen, csak a grófság pusztításával és kastélyainak elfoglalásával foglalalkozott.
A toulouse-i események után Lajos az 1160-as békeszerződéssel próbálta helyrehozni kapcsolatát Henrikkel. Megállapodtak, hogy Lajos tiszteletben tartja II. Henrik jogait, valamint Henrik földjeit, megerősítette Ifjabb Henrik és Margit házasságát és a Vexin-megállapodást. A szerződésben az is szerepelt, hogy Ifjabb Henrik hűbéresküvel tartozik Lajosnak, ezzel megerősítve a fiatal fiú és Lajos pozícióját. Lajos közvetlenül a békekonferencia után jelentősen megváltoztatta álláspontját. Felesége, Konstancia meghalt és feleségül vette Adélt, Blois és Champagne grófjainak testvérét. Lajos és Eleonóra lányait is eljegyezték Adél testvérei, V. Theobald, Blois grófja és I. Henrik, Champagne grófja. Ez egy agresszív elszigetelési stratégiát jelentett Henrikkel szemben, és Lajos arra késztette Theobald-ot, hogy hagyjon fel a Henrikkel való szövetségével. Henrik dühösen reagált, novemberben több pápai legátust is megfenyegetett, hogy fia, Ifjabb Henrik és Margit házasok legyenek, – annak ellenére, hogy a gyerekek még csak öt, illetve három évesek voltak – ezzel azonnal megragadta Vexin-t. Ennek hatására Lajos is feldühödött és ezek a lépések megtörték az 1160-as békeszerződést.
A két vezető közötti katonai feszültség azonnal fokozódott. Theobald mozgósította erőit a Touraine-i határ mentén, erre válaszul Henrik egy meglepetésszerű támadást indított a blois-i Chaumont ellen. Az 1161-es háború kezdetén valószínűleg elfoglalta az egész régiót, amíg ősszel Fréteval-ban békét nem kötöttek, majd ezt követte 1162-ben egy második békeszerződés is, amelyet III. Sándor pápa felügyelt. Az ellenségeskedés ezen átmeneti megtorpanása ellenére Vexin elfoglalása Henrik által egy második régóta fennálló vitának bizonyult a francia királlyal.

## Belpolitikája, családja és udvartartása

### A birodalom és a kormány jellege
Henrik a Karolingok óta minden uralkodónál több területet irányított Franciaországban és ezek Anglia, Wales, Skócia és Írország nagy részével együtt hatalmas területet alkottak, amelyet a történészek Angevin Birodalomként emlegetnek. A birodalomnak nem volt saját koherens struktúrája vagy központi irányítása, ehelyett a családi kapcsolatok és a földek laza, rugalmas hálózatból álltak. Henrik területein különböző helyi szokásokat alkalmaztak és közös elvek működtek. Henrik folyamatosan utazott birodalmában, John Jolliffe történész „az utak és útmenetiek kormányának” illette meg. Utazásai egybeestek a regionális kormányzati reformokkal és más helyi közigazgatási tevékenységekkel, bár a hírvivők kapcsolatba hozták őt birtokaival, bárhová is ment. Távollétében a földeket sénéchalok uralták, alattuk pedig a helyi tisztviselők minden régióban folytatták a kormányzati tevékenységeket. Mindazonáltal a kormány számos feladatot magára Henrikre sózott rá és gyakran körülvették a petíciók benyújtói, akik döntéseket vagy szívességeket kértek tőle.
Henrik királyi udvara egyre nagyobb tanáccsá vált. Az udvart időnként a főbb döntések meghozatalára is használták, de a bárók és püspökök jelenlétében a kifejezést kevésbé alkalmazták. E tanács feladata volt tanácsokkal ellátni a királyt és beleegyezését adnia a fontos döntésekhez, bár nem világos, hogy valójában mekkora szabadságot élvezhettek Henrik szándékai ellen. Állítólag Henrik konzultált is az udvarral a jogalkotás során, az sem világos, hogy milyen mértékben vette figyelembe a véleményüket. Hatalmas uralkodóként Henrik képes volt értékes pártfogást biztosítani vagy pusztító károkat okozni alattvalóinak. Pártfogási képességeit felhasználva nagyon hatékonyan találta meg és tartotta meg az illetékes hivatalnokokat, beleértve az egyházat is. Az egyházon belüli királyi védnökség valóban hatékony utat biztosított a fejlődéshez Henrik alatt és a legtöbb kedvelt papjai végül püspökökké és érsekekké váltak.
Angliában Henrik kezdetben apja tanácsadóira, akiket magával hozott Normandiából és I. Henrik néhány megmaradt hivatalnokára támaszkodott. Uralkodása alatt nagyapjához hasonlóan egyre inkább „új embereket”, kisnemeseket léptetett elő Anglia hatalmi pozícióiba. Az 1180-as évekre e hivatalnokok domináltak Angliában, Henrik családjának számos törvénytelen tagjának támogatásával. Normandiában az angol és a normann nemesség közötti kapcsolatok a 12. század első felében meggyengültek és Henrik alatt is folytatódtak. A király Angliában sok normann „új embert” vett fel hivatalnoknak. Gyakran beavatkozott a normann nemesség házasságaiba és az öröklés kezelésébe, vagy hercegi hatalmát, vagy angol királyi hatalmát használva az ottani földek felett, Henrik uralma szigorú volt. A többi franciaországi birtokain a helyi közigazgatás kevésbé volt fejlett, Anjouban, Loireban és Touraine-ban a sénéchalok kormányoztak, de Henriknek kevés tisztviselője volt a régiókban. Aquitania-ban a hercegi hatalom nagyon korlátozott maradt, annak ellenére, hogy Henrik uralkodása alatt jelentősen növekedett, nagyrészt fia, Richárd – akinek odaadományozta az Aquitania-i Hercegséget – erőfeszítéseinek köszönhetően az 1170-es évek végén.

### Udvara és családja

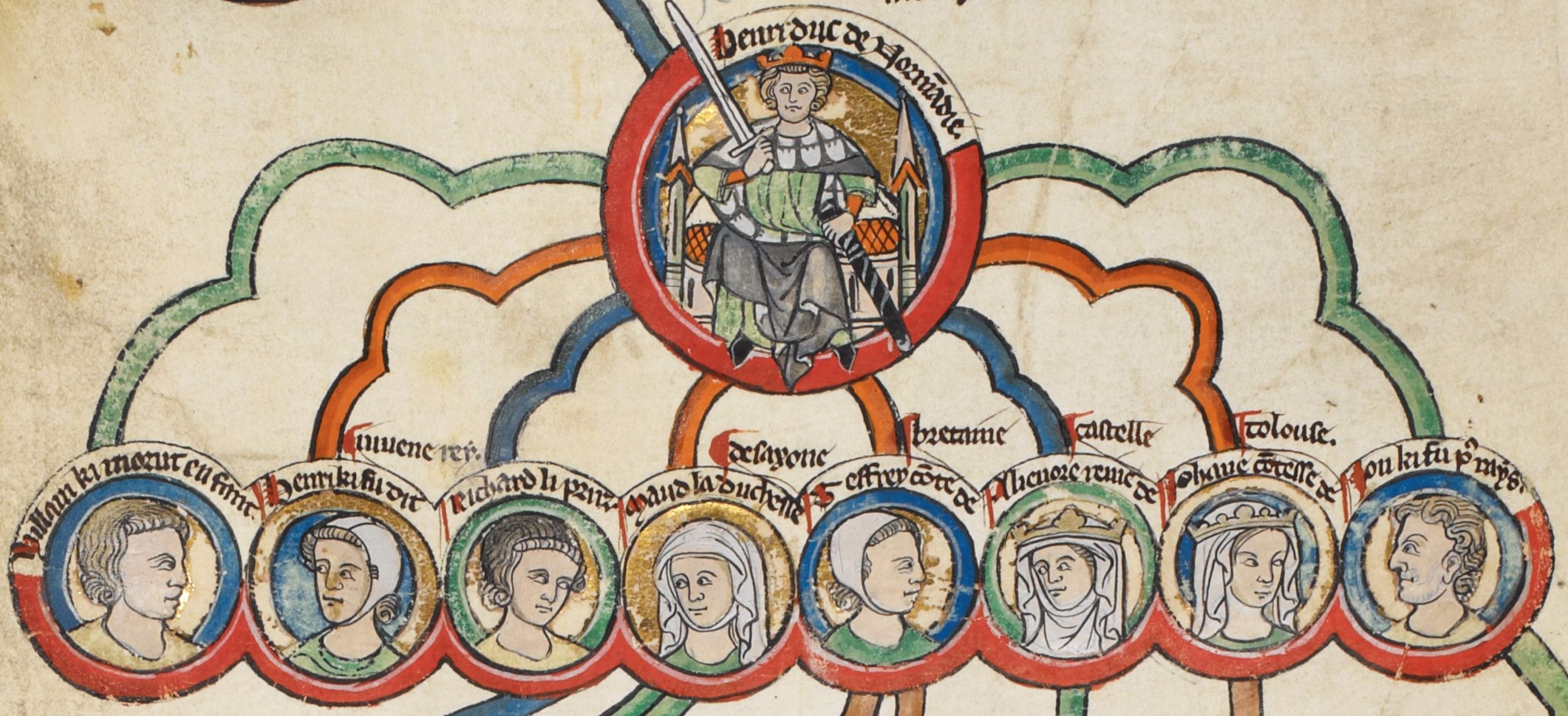
Henrik és törvényes gyermekeinek 13. századi ábrázolása: (balról jobbra) Vilmos, Henrik, Richárd, Matilda, Gottfried, Eleonóra, Johanna és János

Henrik vagyona lehetővé tette számára, hogy Európa talán legnagyobb királyi udvarát tarthassa fenn. Udvara óriási figyelmet keltett a krónikások körében, amely nagy nemesekből, püspökökből, lovagokból, udvartartási alkalmazottakból, hivatalnokokból, lovakból és vadászkutyákból állt. Udvaránál tartózkodtak még tisztviselői, miniszterei, barátai, a király informális belső körének bizalmasai és megbízható szolgái.
Henrik egy kifinomult udvartartást akart fenntartani, amely a vadászatot és az ivást a kozmopolita irodalmi vitákkal és az udvari értékekkel ötvözte. Ennek ellenére Henrik szenvedélye a vadászat volt, így az udvar erről vált híressé. Henriknek számos kedvelt királyi vadászkunyhója és lakása volt szerte földjein. Jelentős összegeket fektetett királyi kastélyaiba, mind a gyakorlati hasznosságuk, mind az erődök, mind a királyi hatalom szimbólumaként. Az udvar stílusa és nyelve viszonylag formális volt, valószínűleg azért, mert Henrik kiakarta egyenlíteni hirtelen hatalomra emelkedését és szerény származását, mint egy gróf fia. Ellenezte a lovagi tornák megtartását, mert biztonsági kockázatot jelentett a fegyveres lovagok ilyen összejöveteleire a békeidőben.

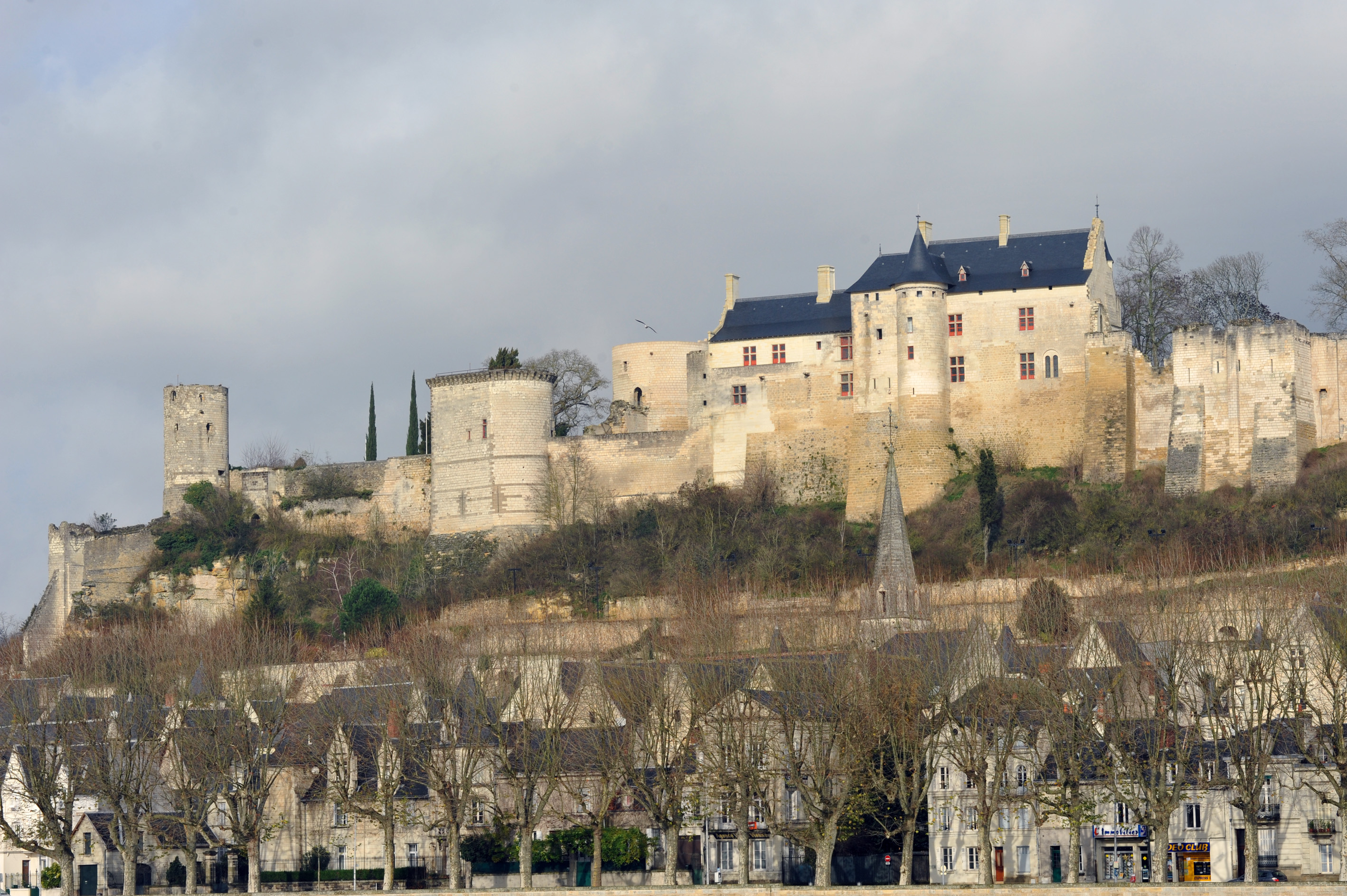
A Chinon-kastély, amelyet Henrik gyakran használt

Az Angevin Birodalom és az udvar, ahogy John Gillingham történész írja le, „családi vállalkozás” volt. Édesanyja, Matilda fontos szerepet játszott korai életében és sok évvel később is nagy befolyást gyakorolt rá. Kapcsolata feleségével, Eleonórával viszont összetett volt. Henrik 1154 után évekig bízott Eleonórában, hogy ő irányítsa Angliát és később elégedett is volt vele, ahogy kormányozza Aquitania-t, sőt, Eleonóráról azt hitték, hogy nagy hatással volt Henrikre a házasságuk nagy részében. Kapcsolatuk végül megromlott és a krónikások és történészek sokat kutatták, hogy miért hagyta el Eleonóra Henriket és miért támogatta fiait az 1173-74-es nagy lázadásban. Lehetséges magyarázatok közé tartozik Henrik állandó beavatkozása Aquitania-ba, Rajmund toulouse-i elismerése 1173-ban vagy a kemény indulatai. Emellett számos hosszú távú szeretőt tartott, köztük például Annabel de Balliol és Rosamund Clifford.
Henriknek nyolc törvényes gyermeke született Eleonórától, öt fia, Vilmos, Henrik, Richárd, Gottfried és János, valamint három lánya, Matilda, Eleonóra és Johanna. Több törvénytelen gyermeke is volt, köztük például Gottfried (később York érseke) és Vilmos (később Salisbury grófja). Henriktől elvárták, hogy gondoskodjon törvényes gyermekei jövőjéről, akár úgy, hogy földeket ad a fiainak. Családját megosztották a rivalizálások és az erőszakos ellenségeskedések. Különböző javaslatokat terjesztettek elő Henrik családjának keserű vitáinak magyarázatára, az örökölt családi genetikájuktól kezdve Henrik és Eleonóra nevelésének kudarcán át. Más elméletek Henrik és gyermekei személyiségére összpontosítanak. Az olyan történészek, mint Matthew Strickland azzal érveltek, hogy Henrik észszerű kísérleteket tett a családján belüli feszültségek kezelésére és ha fiatalabban halt volna meg, az utódlás sokkal könnyebbnek bizonyult volna.

### Jogrend

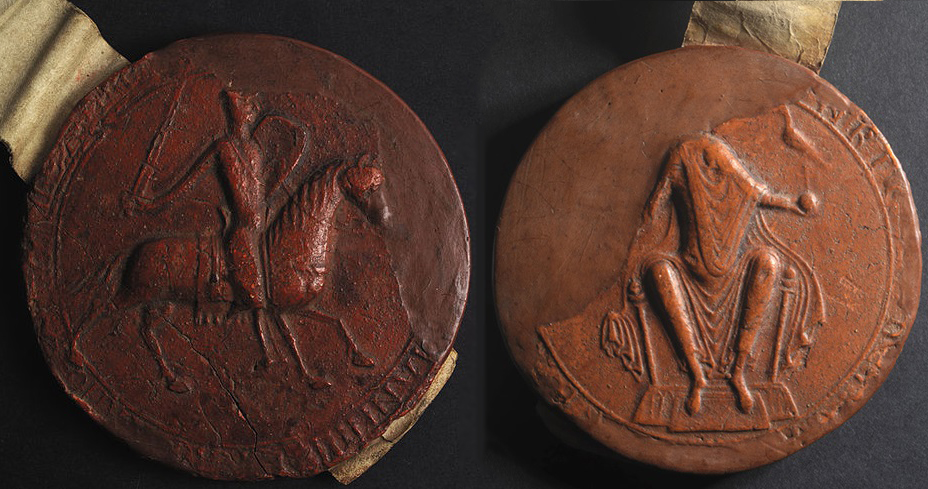
Henrik pecsétjei

Henrik uralkodása jelentős jogi változásokat hozott, különösen Angliában és Normandiában. A 12. század közepére Angliában számos különböző egyházi és polgári jogi bíróság állt fenn. Henrik nagyban bővítette a királyi igazságszolgáltatás szerepét Angliában, koherensebb jogrendszert alkotva, amelyet uralkodásának végén a Glanvill értekezésében foglalt össze, egy korai jogi kézikönyvben. E reformok ellenére bizonytalan, hogy Henriknek volt -e nagy elképzelése az új jogrendszerről és úgy tűnik, hogy a reformok stabil, pragmatikus módon haladtak. A legtöbb esetben valószínűleg nem volt személyesen felelős az új folyamatok létrehozásáért, de nagyon érdekelte a törvény, mivel királyként az igazságszolgáltatás egyik legfontosabb feladatának tekintette és gondosan kinevezte a jó ügyintézőket a reformok végrehajtására.
István angliai uralkodásának zavarait követően jogi ügyeket kellett megoldani a földekkel kapcsolatban, ugyanis sok kolostor vesztette el földjét a polgárháború során, míg más esetekben a tulajdonosokat és örökösöket a helyi bárók megfosztották tulajdonuktól, amelyeket azóta eladtak vagy egy új tulajdonosnak adták át. Henrik a hagyományos, helyi tanácsokra, különösen a századtanácsra támaszkodott, hogy a legtöbb ilyen üggyel foglalkozzon. A helyzet megoldására tett kísérlet azonban korántsem volt tökéletes. Bár érdeklődött a törvény iránt, uralkodásának első éveiben Henrik más politikai kérdésekkel volt elfoglalva. Mindazonáltal kész volt lépéseket tenni a meglévő eljárások javítása érdekében, beavatkozva olyan ügyekbe, amelyeket úgy érzett, hogy rosszul kezeltek és jogszabályokat hozott létre mind az egyházi, mind a polgári bírósági eljárások javítására. Eközben Normandiában Henrik igazságot szolgált a hivatalnokai által vezetett bíróságokon keresztül. Caen-ban államkincstári bíróság is működött, amely királyi bevételekkel kapcsolatos ügyekről tárgyalt és fenntartotta a királyi bírókat. Henrik 1159 és 1163 között Normandiában töltött ideje a királyi és egyházi bíróságok reformjával és néhány, később Angliában bevezetett intézkedést már 1159-ben Normandiában létezőnek tartanak.
1163-ban Henrik visszatért Angliába, azzal a szándékkal, hogy megreformálja a királyi bíróságok szerepét. Lecsapott a bűnözésre, elkobozta a tolvajok és a szökevények holmiját. 1166 után Henrik westminsteri állambírósága – amely korábban csak királyi bevételekkel kapcsolatos ügyekkel tárgyalt – a király nevében szélesebb körű polgári ügyekkel kezdett el foglalkozni. A reformok folytatódtak és Henrik 1176-ban törvénybe iktatta a királyi bírók egy csoportjának elküldését, hogy egy adott időszakon keresztül angliai megyéket látogassanak meg és felhatalmazzák mind a polgári, mind a büntető ügyeket. A korábbi királyok a helyi esküdteket csak alkalmanként, de Henrik sokkal szélesebb körben vetette be őket. Az esküdtszékeket 1176 körül kis méretekben vezették be és az előre meghatározott kérdések megválaszolására kötelezték őket, majd 1179-től nagy mértékben, ahol immár a vádlott bűnösségének meghatározására használtak őket. E reformok megalkotásakor Henrik egyaránt megkérdőjelezte a bárók hagyományos jogait az igazságszolgáltatás terén, és megerősítette a feudális alapelveket, de idővel jelentősen megnövelte a hatalmát Angliában.

### Kapcsolata az egyházzal

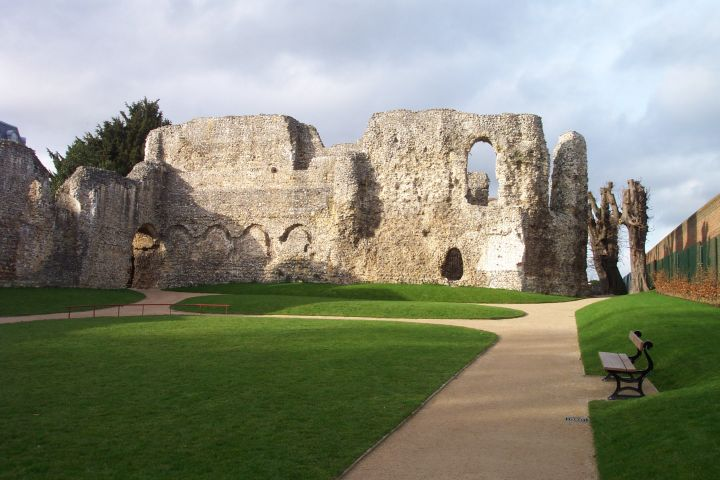
A Readingi Apátság Henrik egyik kedvelt apátságai közé tartozott

Henrik kapcsolata az egyházzal birodalmában jelentősen változott az idők folyamán, nem tett kísérletet arra, hogy közös egyházpolitikát alakítson ki. Célja volt általában ellenállni a pápai befolyásnak, növelve saját hatalmát. A 12. században az egyházon belül egy megújuló mozgalom zajlott le, amely nagyobb függetlenséget szorgalmazott a királyi hatalomtól a papság számára és a pápaság is nagyobb befolyást gyakorolt rá. Ez a mozgalom már Angliában is nagy feszültségeket okozott, például mikor 1152-ben István király száműzte Bec-i Theobald-t, Canterbury érsekét. A papság tagjaival való bánásmódok hatására is régóta tartottak az aggodalmak.
Henriknek Normandiában akadtak időnként nézeteltérései az egyházzal, de általában jó kapcsolatokat ápolt a normann püspökökkel. Bretagne-ban a helyi egyházi hierarchiát támogatta és ritkán avatkozott be az egyházi ügyekbe, kivéve, mikor nehézségeket tudott okozni riválisának, VII. Lajosnak. Délen, Aquitania-ban a hercegek hatalma a helyi egyház felett sokkal kisebb volt, mind északon és Henrik erőfeszítései a befolyás kiterjesztésére feszültségeket okozott. A vitatott 1159-es pápaválasztás során Henrik, Lajoshoz hasonlóan III. Sándor pápa ellenfelét, IV. Viktort támogatta.
Henrik középkori mércével mérve nem volt különösen jámbor király. Angliában állandó védnökséget biztosított a szerzetesi házaknak, de kevés új kolostort alapított és viszonylag konzervatív volt abban, hogy melyeket támogatja, előnyben részesítve azokat, akik jó kapcsolatban álltak családjával, mint például a Readingi Apátságot. E tekintetben úgy tűnik, hogy Henrik vallási érzékét különösen az anyja befolyásolta és hatalomra kerülése előtt számos vallási szerződést adtak ki közösen Matildával. Henrik számos vallási kórházakat is alapított Angliában és Franciaországban. Becket halála után különböző kolostorokat épített és adományozott az egyháznak Franciaországban, elsősorban azért, hogy javítsa népszerű imázsát. Mivel a tengeri utazás ebben az időszakban veszélyes volt, gyóntatásba kényszerült, mielőtt vitorlát bontott volna és az augur segítségével határozta meg a legjobb utazási időpontot.

### Gazdaság és pénzügy

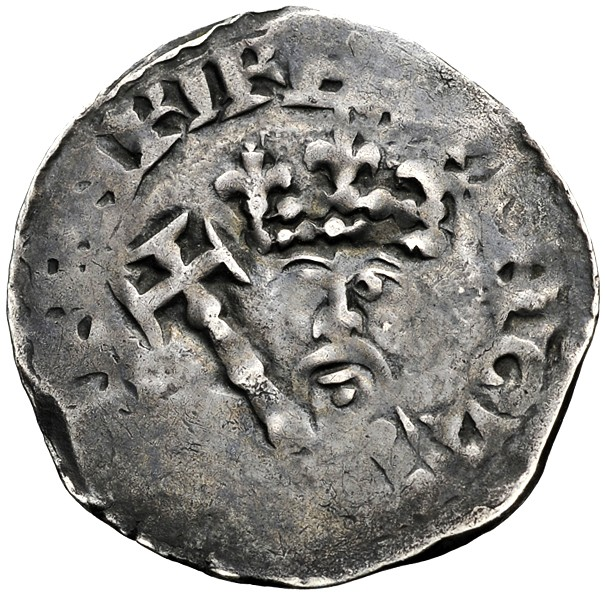
II. Henrik ezüstpennyje

Henrik visszaállította nagyapja, I. Henrik számos régi pénzügyi intézményét és további, hosszú távú reformokat hajtott végre az angol valuta irányításának módjában, ami a kereskedelem növekedéséhez és az infláció csökkenéséhez vezetett. Az olyan középkori uralkodók, mint Henrik, különböző bevételi forrásokban részesültek a 12. században. Jövedelmük egy része birtokukból, pénzbüntetések kiszabásából, valamint adókból származtak, amelyeket ebben az időben csak időszakosan emeltek. A királyok hitelfelvétellel is gyűjthettek forrásokat, Henrik ezt sokkal többször alkalmazta, mint a korábbi angol uralkodók, kezdetben a roueni pénzkölcsönzőkön keresztül, később uralkodása alatt zsidó és flamand hitelezőkhöz fordult. A 12. század folyamán a készpénz egyre fontosabb volt az uralkodók számára, hogy lehetővé tegye a zsoldos erők bevetését és a kővárak építését, amelyek létfontosságúak voltak a sikeres katonai hadműveletekhez.
I. Henrik korábban létrehozott egy új királyi pénzügyi rendszert, amely három kulcsfontosságú intézményből állt, a londoni központi királyi kincstárból, amelyet a legfontosabb kastélyok kincstárai tartottak fenn; az államkincstárból, amely elszámolta a kincstárnak történő kifizetéseket; és egy csapat királyi tisztviselő, úgynevezett kamara, amely a király utazásait követte, szükség szerint pénzt költve és bevételeket gyűjtve útközben. A hosszú polgárháború jelentős zavart okozott ebben a rendszerben és egyes adatok szerint a királyi jövedelmek 46%-kal csökkentek 1129 és 1156 között. 1153-ban egy új érmét, az Awbridge ezüstpennyt bocsátották ki, hogy stabilizálják az angol valutát a háború után. Kevesebbet tudunk arról, hogyan kezelték a pénzügyeket Henrik kontinentális birtokain, de nagyon hasonló rendszer működött Normandiában és valószínűleg Anjouban és Aquitania-ban is.
Hatalomra emelkedése után Henrik kiemelt előnyt adott a királyi pénzügyek helyreállítására Angliában, újjáélesztve I. Henrik pénzügyi folyamatait és megkísérelve javítani a királyi könyvelés minőségét. A birtokaiból származó bevételei nagy részét Angliában képezte, bár uralkodása első 11 évében az adókat erősen felhasználták. A tehetséges Richard FitzNeal segítségével 1158-ban megreformálta a valutát, első alkalommal az angol érmékre helyeztette a nevét és jelentősen csökkentette az érmék előállítására engedéllyel rendelkező pénzverők számát. Ezek az intézkedések sikeresen javították jövedelmét és amikor az 1160-as években visszatért Angliába, Henrik további lépéseket tett. Új adókat vezettek be, majd 1180-ban nagykereskedelmi reformra került sor a pénzverésben, a királyi tisztviselők közvetlenül átvették a pénzverdék irányítását és az érméket az államkincstárba utalták át. Egy új pennyt, a Short Cross-t vezették be és a pénzverdék száma országszerte jelentősen csökkent. A reformok hatására a királyi bevételek nagyot nőttek, uralkodása első felében Henrik átlagos kincstári bevétele csak 18 000 font körül, míg 1166 után 22 000 font körül volt.

## Későbbi uralma (1162-75)

### Franciaországi ügyek

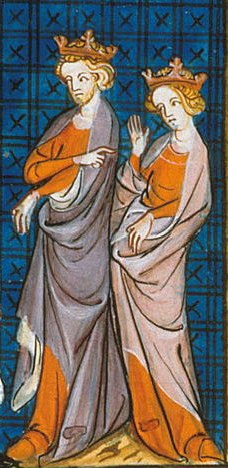
Henrik és Eleonóra

Henrik és VII. Lajos között régóta fennálló feszültségek az 1160-as években folytatódtak, a francia király egyre erőteljesebben állt ellen Henrik növekvő európai hatalmának. 1160-ban Lajos megerősítette szövetségeit Közép-Franciaországban Champagne grófjával és II. Odó burgundiai herceggel. Három évvel később Flandria új grófja, I. Fülöp aggódott Henrik egyre jobban növekvő erejétől és nyíltan szövetségre lépett a francia királlyal. Lajosnak és feleségének, Adélnak 1165-ben egy fiú örököse született, Fülöp Ágost és Lajos sokkal magabiztosabb volt saját pozíciójában, mint több évvel korábban. Ennek eredményeként Henrik és Lajos kapcsolata az 1160-as években ismét válságba indult.
Eközben Henrik elkezdte változtatni uralkodási módszerét Bretagne-ban és egyre közvetlenebb irányítást kezdett gyakorolni. 1164-ben beavatkozott a bretagne-i és normandiai határ menti földek elfoglalásába, majd 1166-ban meg is szállta Bretagne-t és megbüntette a helyi bárókat. Ezt követően Henrik arra kényszerítette IV. Conant, hogy mondjon le hercegi címéről és adja át Bretagne-t lányának, Konstanciának, aki összeházasodott Henrik fiával, Gottfried-el. Ez a megállapodás szokatlan volt a középkor szempontjából, mivel Conannak volt fia, aki törvényesen megörökölhette volna a hercegséget. Henrik délebbre is nagy befolyást gyakorolt V. Rajmund, Toulouse grófjára és 1161-ben személyesen vezetett hadjáratot ellene, 1164-ben a bordeaux-i érseket is Rajmund ellen küldte és elérte II. Alfonz aragóniai király támogatását is. 1165-ben Rajmund elvált Lajos húgától és inkább Henrikel igyekezett szövetségre lépni.
Ez a növekvő feszültség Henrik és Lajos között végül háborút eredményezett 1167-ben, amit egy triviális vita váltott ki arról, hogyan kell beszedni a Levante-i keresztes államoknak szánt pénzösszeget. Lajos szövetséget kötött a walesiekkel, a skótokkal és a bretonokkal, majd megtámadta Normandiát. Erre válaszul Henrik Chaumont-sur-Epte ellen vonult, ahol Lajos megtartotta fő katonai arzenálját. A várost teljesen felégette és arra kényszerítette Lajost, hogy hagyjon fel szövetségeivel és kössön fegyverszünetet. Henrik ezután szabadon léphetett fel az ellene lázadó bárók ellen Bretagne-ban, ahol még mindig a hercegség elfoglalásán törte a fejét.
Az évtized vége felé Henrik egyre inkább meg akarta oldani az örökösödés kérdését. Úgy döntött, hogy halála után fiai között felosztja birodalmát, Henriké lesz Anglia és Normandia, Richárdé az Aquitania-i Hercegség, Gottfriedé pedig Bretagne. Ehhez persze Lajos beleegyezésére is szükség volt és a két király 1169-ben tárgyalóasztalhoz ült Montmirailben. A tárgyalásokon Henrik fiai tiszteletüket rótták le Lajos előtt a jövőbeli franciaországi örökségükért. Ekkor Richárd jegyese volt Lajos lánya, Adél, aki Angliába ment és Henrik király szeretője lett, ami megmagyarázta, hogy miért nem lett Richárd felesége, ahogy eredetileg tervezték. Henrik halála után Adél visszatért Franciaországba és 1195-ben feleségül ment Ponthieu grófjához.  
A gyakorlatban Lajos úgy érezte, hogy átmeneti előnyre tett szert és közvetlenül a konferencia után elkezdte biztosítani a feszültséget Henrik fiai között. Eközben Henrik helyzete Dél-Franciaországban tovább javult és 1173-ra szövetséget kötött III. Humbert, Savoy grófjával. 1170-ben Henrik lánya, Eleonóra összeházasodott VIII. Alfonz kasztíliai királlyal, így délen újabb szövetségest tudott találni. 1173 februárjában Rajmund végül beadta derekát és nyilvánosan is elfogadta Toulouse élére Henriket és örököseit.

### Viszálya Becket Tamással

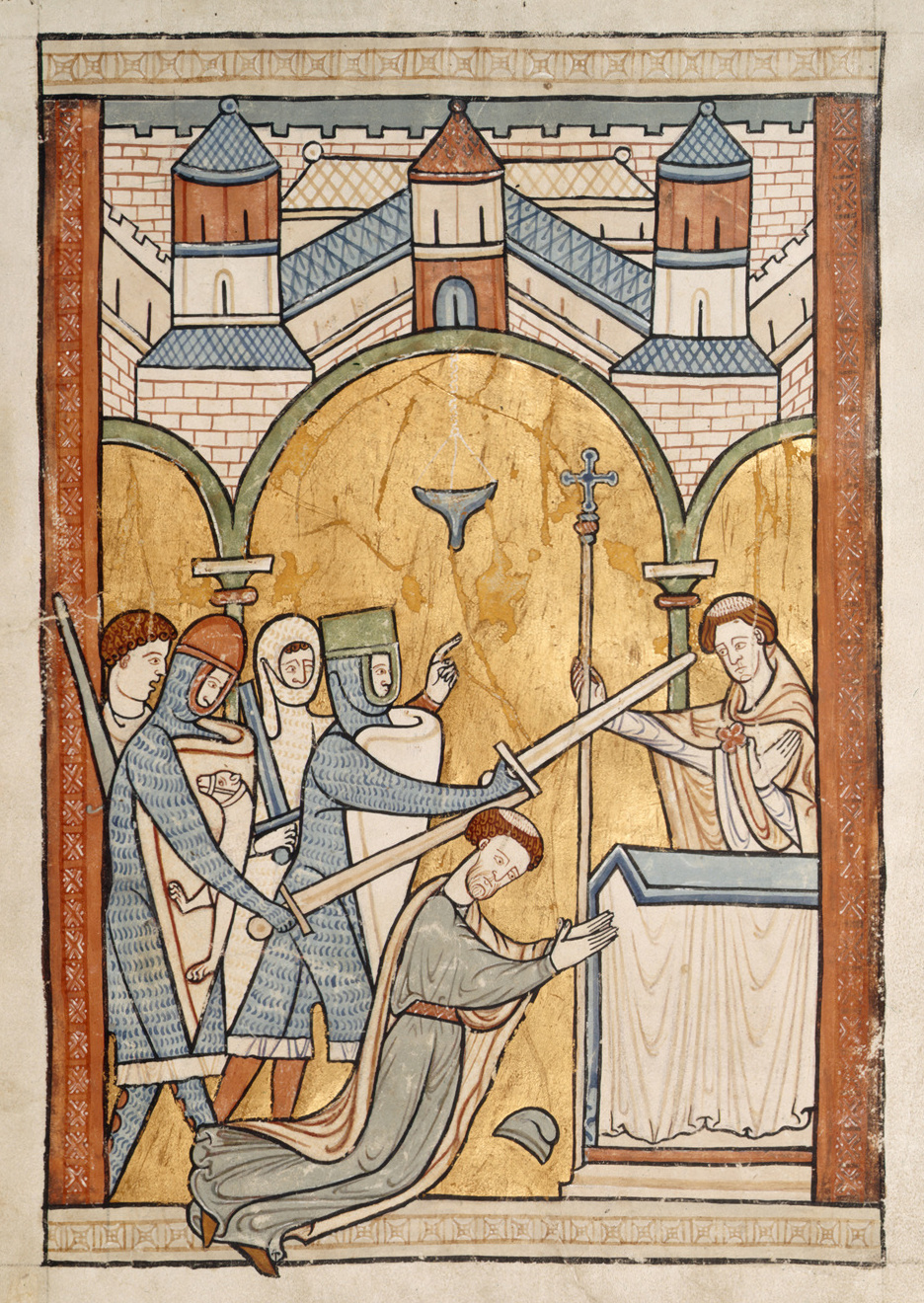
Becket Tamás meggyilkolásának legkorábbi ismert ábrázolása egy 13. századi kéziratból

Az 1160-as években Henrik uralkodásának egyik legfontosabb eseménye a Becket-vita volt. Amikor Theobald canterburyi érsek 1161-ben meghalt, Henrik lehetőséget látott arra, hogy visszaállíthassa jogait és hatalmát az angol egyház felett. 1162-ben jó barátját, Becket Tamást nevezte ki Canterbury érsekének és úgy gondolta, hogy Becket politikailag meggyengült korábbi kancellári szerepe miatt és ezért Henrik támogatására kell támaszkodnia. Anyjának és feleségének is voltak kétségei a kinevezéssel kapcsolatban és terve nem váltotta ki a kívánt eredményt, mivel Becket azonnal megváltoztatta álláspontját, felhagyott a királlyal való kapcsolatával és az egyházi jogok rendíthetetlen védelmezőjeként ábrázolta magát.
Henrik és Becket gyorsan nem értettek egyet több kérdésben, beleértve Becket kísérleteit is, hogy visszaszerezze az irányítást az érsekséghez tartozó földek felett és a Henrik adópolitikájával kapcsolatos nézetei. A konfliktus fő forrása a világi bűncselekményeket elkövető papság kezelése volt. Henrik azzal érvelt, hogy az angliai jogi szokás lehetővé tette a király számára, hogy igazságot szolgáltasson ezeknek a papoknak, míg Becket azt állította, hogy csak az egyházi bíróságok kezelhetik az ügyeket. 1164 januárjában Henrik kénytelen volt megegyezésen keresztül megoldani a helyzetet, óriási nyomás hatására Becket ideiglenesen beleegyezett, de nem sokkal később megváltoztatta álláspontját.
A Henrik és Becket közötti viszály egyre személyesebbé és nemzetközibbé vált. Henrik makacs és haragtartó, míg Becket hiú és ambiciózus volt. Mindketten III. Sándor pápa és más vezetők támogatását keresték Európa szerte. A helyzet 1164-ben súlyosbodott, amikor Becket Henrik fenyegetései elől Franciaországba menekült VII. Lajoshoz. Henrik zaklatta Becket társait Angliában, Becket pedig kiközösítette azokat a vallási és világi tisztviselőket, akik a király oldalára álltak. A pápa elvileg támogatta Becket-t, de Henrik támogatására volt szüksége I. Frigyes német-római császárral folytatott konfliktusa ügyében.
1169-ben Henrik úgy döntött, hogy fiát, Henriket angol társuralkodóvá koronáztatja. Ehhez hagyományosan a canterburyi érsek, a szertartás elvégzésére jogosult egyházfő beleegyezésére volt szükség. Továbbá a Becket-el folytatott konfliktusa egyre nagyobb szégyent hozott Henrikre. Becket-el békülékenyebb hangnemet kezdett, de amikor ez nem sikerült, a yorki érsek mégis megkoronázta Ifjabb Henriket. A pápa felhatalmazta Becket-t, hogy lépjen közbe és így visszakényszerítette Henriket a tárgyalóasztalhoz. Végül 1170 júliusában megbékéltek és Becket december elején visszatért Angliába. Éppen akkor, amikor a vita megoldódott, Becket kiközösítette Henrik három támogatóját, nagyon dühös lett és ezt jelentette ki: „Milyen nyomorúságos semmittevőket és árulókat támogattam és fogadtam be udvaromba, akik eltűrik, hogy urukat szégyenteljesen megalázza egy közönséges pap?”
Erre válaszul négy lovag, Reginald Fitzurse, Hugh de Moreville, William de Tracy, valamint Richard le Breton titokban Canterburybe ment, nyilvánvalóan azzal a szándékkal, hogy szembenézzenek és ha szükséges, letartóztassák Becket-t, amiért megszegte a Henrikkel kötött megállapodást. Az érsek megtagadta, hogy egy templom szentélyében tartóztassák le, ezért a lovagok Becket-t 1170. december 29-én meggyilkolták. Ez az esemény lesújtotta a keresztény Európát. Bár Becket élete során nem volt népszerű, halálakor a helyi szerzetesek mártírnak tekintették. Lajos megragadta ezt az ügyet és – annak ellenére, hogy a normann egyház erőfeszítéseket tett annak megakadályozására, hogy a francia egyház beavatkozzon – interdiktumot jelentett be Henrikkel szemben. Henrik közben az írországi hadjáratra koncentrált, a rá nehezedő nemzetközi nyomás egyre nőtt és 1172 májusában tárgyalásokat folytatott a pápával és megesküdött, hogy keresztes hadjáratra fog indulni. Az elkövetkező években, bár Henrik soha nem ment keresztes hadjáratra, a Becket-kultuszt a saját céljaira használta fel.

### Írország meghódítása

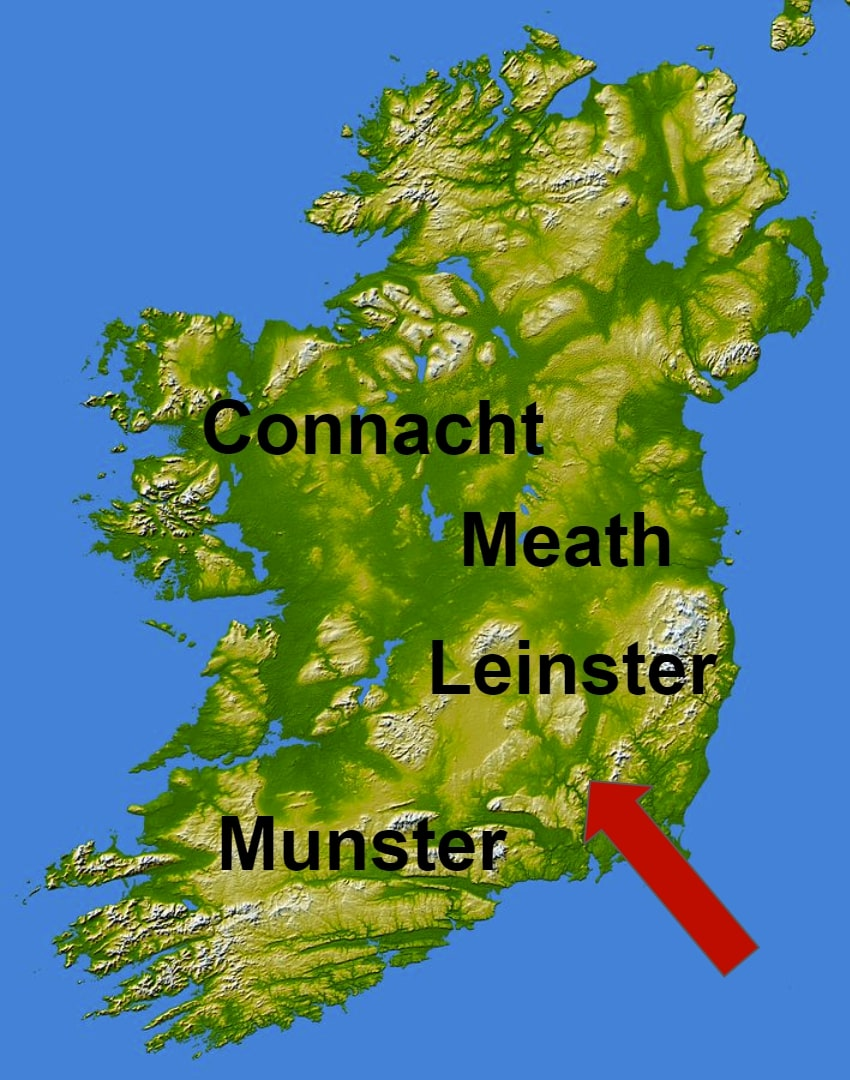
Írország királyságai 1171-ben és Henrik érkezését mutató nyíl

Koronázása után nem sokkal Henrik király követséget menesztett Rómába, IV. Adorjánhoz. A küldöttség, amelyet Arnold, Lisieux püspöke vezetett, a pápa engedélyét kérte egy Írország elleni hadjárathoz, amit a pápa a Laudabiliter bullában engedélyezett. Elképzelhető, hogy Henriket az angol papság uszította, akik fennhatóságukat ki akarták terjeszteni a független ír egyházra. Az is elképzelhető, hogy Henrik azért akarta elfoglalni, hogy öccsének, Vilmosnak megfelelő birtokot adjon.
Utóbbit alátámasztja, hogy Vilmos nemsokára meghalt és Henrik feledte Írországgal kapcsolatos terveit. A kérdés csak 1166-ban merült fel ismét, amikor az egyik ír herceget, Diarmait Mac Murchadát elűzte Leinster közeli birtokairól az ír nagykirály és a herceg Henrik aquitániai udvarában keresett menedéket. Henrik meghallgatta a herceg kérését, és lovagokat, valamint gyalogos katonákat bocsátott a rendelkezésére, hogy segítségére legyenek. A sereg vezére a walesi normann nemes, Richard de Clare, Pembroke második bárója lett, akinek Diarmait lánya kezét ígérte segítségéért cserébe és megtette örökösének.
A normann sereg hamarosan sikerrel járt és visszafoglalták a birtokokat, de nemsokára kiderült, hogy Henrik nem önzetlenül segítette Diarmaitot. 1171-ben partra szállt Írországban és magát kiáltotta ki Írország urának. Minden normann és ír nemest arra kényszerített, hogy hűséget esküdjenek neki és hat hónappal később eltávozott. Henrik sosem tért vissza Írországba, de legkisebb fiát, Jánost nevezte meg Írország urának, amikor birtokait felosztotta fiai között.
Henrik hódítása volt a kezdete a 800 éves írországi angol uralomnak. 1172-ben a casheli zsinaton az egyházfők kijelentették, hogy csak a katolikus vallás engedélyezett Írországban és az angol egyház befolyása alá vonták a szigetet.

### Az 1173/74-es nagy lázadás

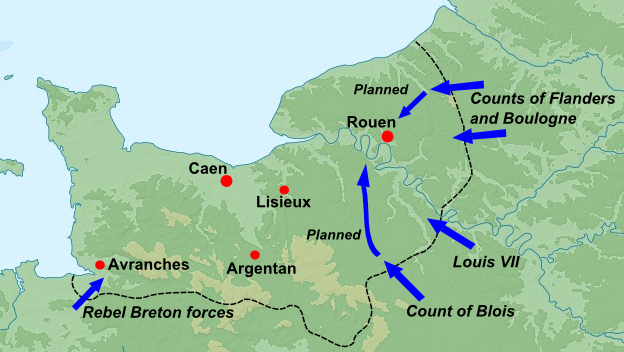
Normandia megtámadása, 1173 nyara

1173-ban Henrik idősebb fiai és a bárók fellázadtak ellene, Franciaország, Skócia és Flandria támogatásával. Legidősebb fia, Ifjabb Henrik elégedetlen és boldogtalan volt, hogy a királyi címe ellenére a gyakorlatban nem uralkodhatott és nem hozhatott valódi döntéseket és apja pénzhiányban tartotta. Emellett nagyon kötődött korábbi oktatójához, Becket Tamáshoz és apját tette felelőssé Becket haláláért. Gottfried hasonló nehézségekkel szembesült, az 1171-ben meghalt IV. Conan bretagne-i herceg lányával, Konstanciával még mindig nem volt házas, így Gottfried elvesztette saját földjeit. Richárdot Eleonóra királyné, akinek megromlott a kapcsolata Henrikkel is arra biztatta, hogy csatlakozzon a felkeléshez. A helyi bárók pedig elégedetlenek voltak Henrik uralmával és lehetőséget láttak arra, hogy visszaszerezzék hatalmukat és befolyásukat azáltal, hogy a király fiaival szövetségre lépnek.
Henrik úgy döntött, hogy legkisebb fiának, Jánosnak három nagy kastélyt adományoz, amelyek valójában Ifjabb Henrik örökségei voltak, aki tiltakozott, majd Párizsba menekült apja fenyegetése elől. Testvérei, Richárd és Gottfried követték őt, majd anyjuk, Eleonóra is próbált csatlakozni hozzájuk, ám Henrik csapatai novemberben foglyul ejtették őt. VII. Lajos támogatta Ifjabb Henriket és a háború a küszöbön állt. Ifjabb Henrik levélben panaszkodott a pápának apja viselkedéséről és szövetségeseket kezdett gyűjteni magának, köztük I. Vilmos skót királyt, Boulogne, Flandria és Blois grófjait is, akiknek földeket ígért. A bárók fellázadtak Angliában, Bretagne-ban, Maine-ban, Poitou-ban és Angouême-ben. Egyedül Anjou bizonyult viszonylag biztonságosnak. A válság mérete ellenére Henriknek számos előnye volt, többek között a stratégiai területeken számos hatalmas királyi kastély és az angol kikötők nagy része is az ellenőrzése alá tartozott, valamint birodalma városaiban folyamatos népszerűségnek örvendett.
1173 májusában Lajos és Ifjabb Henrik felmérték Vexin védettségének mértékét, mivel ez a terület a normann fővárosba, Rouen-ba vezető fő útvonal volt. Flandriai és Blois-i seregek törtek be Vexin-be és egy bekerítő hadmozdulatot kíséreltek meg, míg a bretagne-i lázadók nyugatról támadtak. Henrik csapatai megtámadták Lajos seregét, aminek nagy részét lemészárolták és visszaszorították őket a határon túlra. Hamarosan a bretagne-i lázadókat is visszaverte. Henrik tárgyalóasztalhoz ült fiaival, de a Gisors-nál tartott találkozójuk hamarosan megszakadt. Eközben az angliai harcok kiegyensúlyozottnak bizonyultak, amíg a királyi hadsereg szeptemberben le nem győzte a felkelőket a kelet-angliai Fornham All Saints közelében. Henrik ezt a helyzetet kihasználva leverte a lázadók erődítményeit Touraine-ban, biztosítva a stratégiailag fontos utat a birodalmán keresztül. 1174 januárjában Ifjabb Henrik és Lajos erői ismét támadásba rendültek, azzal fenyegetőzve, hogy behatolnak Normandiába, ám a támadás nem sikerült. A tél eljöttéig a harcok szüneteltek.
1174 elején Henrik ellenségei ráakarták venni, hogy menjen vissza Angliába, ami lehetővé tette volna a számukra Normandia megtámadását. A tervben szerepet játszott I. Vilmos skót király, aki az északi lázadók támogatásával Észak-Anglia ellen vonult és további skót erőket küldött Középföldre, ahol a lázadó bárók nagy sikereket értek el. Henrik nem dőlt be a csalinak és folytatta a délnyugat-franciaországi ellenzék szétzúzását. Vilmos hadjárata megingott, a skótok nem tudták bevenni a fontosabb északi királyi kastélyokat, részben Henrik törvénytelen fia, Gottfried erőfeszítéseinek köszönhetően. A terv újbóli fellendítése érdekében Fülöp, Flandria grófja bejelentette, hogy támadást indít Anglia ellen és előre nyomuló csapatokat küldött Kelet-Angliába. A leendő flamand invázió arra kényszerítette Henriket, hogy július elején visszatérjen Angliába. Lajos csapatai behatoltak Kelet-Normandiába és elérték Rouen-t. Henrik ekkor Becket sírjához sietett Canterburybe, ahol azt mondta, hogy a lázadás egy isteni büntetés számára és bűnbocsánatért esedezett. Canterbury városfalaihoz megérkezvén levette csizmáját és útját mezítláb folytatta tovább. Az út koszos, tele volt éles kövekkel és széttört cserepekkel, amelyek felsértették a talpát. Ez nem csak fizikai fájdalmakat okozott, hanem megalázó is volt számára. Útja a canterburyi katedrálisnál ért végett. Itt Becket sírja előtt megparancsolta, hogy vesszőzzék meg azoknak a szerzeteseknek, akik szemtanúi voltak Becket halálának. Százan ütötték felváltva, mindannyian ötöt csaptak rá. Ez gyakorlatilag propaganda célt szolgált, kiverte magából a bűnt és ez jelentős változást hozott királyi tekintélyének helyreállításában a konfliktus pillanatában. Ezt követően Henrik arról értesült, hogy az Alnwick melletti csatában foglyul ejtették Vilmos királyt és számos más támogatóját, leverve a felkelést északon és a flamand flottát szétszórta a csatornán uralkodó viharos időjárás. A megmaradt angol lázadások összeomoltak és Henrik augusztusban visszatért Normandiába. Lajos nem tudta bevenni Rouen-t és Henrik erői a francia hadseregnek estek, mielőtt a város elleni utolsó francia támadás elkezdődött volna. Henrik visszaszorította Lajos erőit, aki béketárgyalásokat kért.

## Utolsó évei (1175-89)

### A nagy lázadás következményei

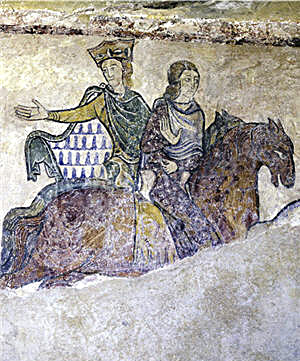
Egy 12. vagy 13. századi falfestmény, amely Eleonóra és lánya, Johanna fogva tartását ábrázolja

A nagy lázadás vége után Henrik Montlouis-ban tárgyalásokat folytatott és békét kínált fel. Fiával, Ifjabb Henrikkel megegyeztek, hogy nem bosszulják meg egymás támogatóit. Ifjabb Henrik beleegyezett, hogy a vitatott kastélyokat János kapja meg, de cserébe apja beleegyezett, hogy két várat és 15.000 fontot kap. Richárd és Gottfried az Aquitania-ból és Bretagne-ból származó bevételek felét kaphatták meg. Eleonórát az 1180-as évekig házi őrizet alatt tartották. A lázadó bárókat rövid ideig bebörtönözték és néhány esetben pénzbírsággal sújtották őket. A felkelő kastélyok Angliában és Aquitania-ban elpusztultak. Henrik kevésbé volt nagy lelkű a skót Vilmos királlyal szemben, akit addig nem engedtek szabadon, amíg 1174 decemberében bele nem egyezett a Falaise-i szerződésbe, amely értelmében nyilvánosan is tisztelgett Henrik előtt és öt kulcsfontosságú skót kastélyt adományozott Henrik embereinek. Flandriai Fülöp kijelentette semlegességét Henrikkel szemben, cserébe a király beleegyezett, hogy rendszeres pénzügyi támogatást nyújt Fülöpnek. Henrik a királyi igazságszolgáltatás kiterjesztését tűzte ki Angliában, hogy visszaszerezze hatalmát. Normandiában is töltött időt, hogy támogatást szerezhessen a bárók körében. A növekvő Becket-kultuszt is arra használta, hogy növelje tekintélyét.
Az 1174-es béke nem javított a Henrik és Lajos közötti régóta fennálló feszültségeken és ezek az 1170-es évek végén újra felszínre kerültek. A két király Berryért kezdett versengeni. Henriknek voltak bizonyos jogai Berry felett és 1176-ban bejelentette, hogy 1169-ben már beleegyezett, hogy fia, Richárd menyasszonyának, Aliznak adja az egész tartományt a házassági egyezség részeként. Ha Lajos ezt elfogadta volna, akkor Berryt Henriknek adta volna el és feljogosította volna Henriket, hogy Richárd nevében elfoglalja. Hogy további nyomást gyakoroljon Lajosra, Henrik mozgósította seregeit egy esetleges háborúra. A pápaság közbelépett és arra biztatták a két királyt, hogy írjanak alá egy megnemtámadási szerződést 1177 szeptemberében és induljanak együtt egy közös keresztes hadjáratra. Henrik hamarosan növelte birodalmát, megvásárolta La Marche megyét és ez azonnal veszélybe sodorta az új békét.

### Családi feszültségek
Az 1170-es évek végén Henrik arra törekedett, hogy egy stabil kormányzati rendszert hozzon létre, egyre inkább a családján keresztül uralkodva, de az utódlási megállapodásokkal kapcsolatos feszültségek még mindig nem múltak el, ami végül egy újabb lázadáshoz vezetett. Henrik 1179-ben elismerte Aquitania hercegeként Richárdot. 1181-ben Gottfried feleségül vette Konstanciát, így Bretagne hercege lett, amely ekkor már elfogadta az angevini fennhatóságot, így Gottfried egyedül tudta kezelni a fennmaradó zavarokat. János a nagy lázadást apja mellett töltötte és a legtöbben Henrik kedvenc gyermekeként tekintették őt. Jánosnak több földet is adományozott, majd 1177-ben Írország lordjává tette őt. Eközben Ifjabb Henrik Európát utazta át és egyre elégedetlenebb volt pozíciójával és hatalomhiányával.
1182-ben Ifjabb Henrik újra földeket követelt, mint például a Normandiai Hercegséget, amely lehetővé tette volna számára, hogy méltósággal tartsa el magát és udvartartását. Henrik ezt visszautasította, de beleegyezett, hogy növeli fia juttatását. Ez viszont nem volt elég Ifjabb Henriknek. Azt akarta elérni, hogy öccsei, Richárd és Gottfried tisztelegjenek előtte. Richárd nem hitte, hogy bátyjának bármilyen igénye lenne Aquitania-ra és nem volt hajlandó meghódolni előtte. Ezért Henrik rákényszerítette erre Richárdot, de Ifjabb Henrik dühében nem fogadta el, aki szövetségre lépett Aquitania néhány olyan bárójával, akik nem elégedettek meg Richárd uralmával és Gottfried mellé állva egy zsoldos sereget állított fel Bretagne-ban, hogy megfenyegesse Poitou-t. 1183-ban kitört a háború, Henrik fiával, Richárddal együtt közösen vezettek hadjáratot Aquitania-ba, mielőtt az véget ért volna, Ifjabb Henrik elkapta a vérhast és meghalt, ezzel hirtelen véget ért a lázadás.
Legidősebb fiának halálával Henrik átrendezte az utódlás terveit, mely szerint Richárdnak szánta az angol koronát, bár apja haláláig valódi hatalommal nem rendelkezett. Gottfried megtarthatta Bretagne-t, így Henrik kedvenc fiának, Jánosnak kellett volna lennie Aquitania hercegének Richárd helyett. Azonban Richárd nem volt hajlandó felhagyni Aquitania-ával, mélyen kötődött a hercegséghez és nem akarta kicserélni ezt arra az értelmetlen szerepre, hogy Anglia ifjú királya legyen. Henrik erre dühében megparancsolta Gottfriednak és Jánosnak, hogy vonuljanak délre és erőszakkal vegyék vissza Aquitania-t. A rövid háború patthelyzettel és feszült családi megbékéléssel végződött az angliai Westminsterben 1184 végén. Henrik 1185 elején Eleonórát Normandiába vitte azzal a céllal, hogy utasítsa Richárdot apjának való engedelmeskedésére, miközben azzal fenyegetőzött, hogy Normandiát és Angliát Gottfriednak adja. Richárd végül beadta a derekát és átadta az Aquitania-i Hercegség kastélyit Henriknek.
Eközben János 1185-ös első írországi hadjárata sikertelen volt. Írországot a közelmúltban hódították meg az angol-normann erők és még mindig feszültségek uralkodtak Henrik képviselői, az új telepesek és az akkori lakosok között. János megsértette az ír törzsfőket, nem talált szövetségeseket az angol-normann telepesek között, katonailag is kezdett alulmaradni és végül visszatért Angliába. 1186-ban Henrik ismét vissza akarta küldeni fiát Írországba, amikor arról értesült, hogy Gottfried meghalt egy párizsi lovagitornán, két kisgyermeket hagyva maga után. Ez az esemény ismét megváltoztatta az erőviszonyokat Henrik és megmaradt fiai közt.

### Henrik és Fülöp Ágost

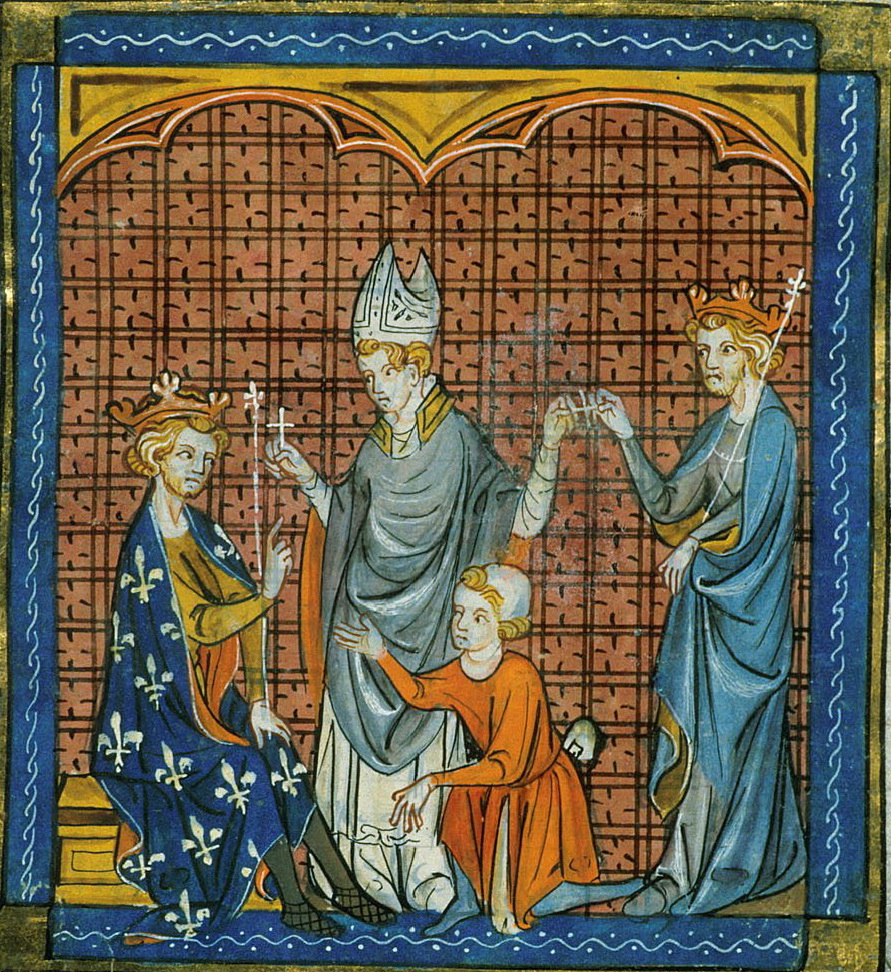
II. Henrik és II. Fülöp keresztet vesznek fel, megállapodva a harmadik keresztes hadjáratban

Henrik nagy szeretettel fogadta legkisebb fiát, Jánost, ám Richárddal nem mutatott ki jó kapcsolatot és úgy tűnik, hogy neheztelést keltett iránta az 1184-es konfliktusuk után. A Henrik és Richárd közötti viszályt és feszültséget az új francia király, II. Fülöp Ágost ügyesen kihasználta. Fülöp 1180-ban 15 évesen került hatalomra apja, VII. Lajos halála után és gyorsan bebizonyította, hogy magabiztos, ravasz és manipulatív politikai vezető lehet. Kezdetben Henrik és Fülöp jó kapcsolatot ápoltak és megállapodtak egy szövetségben is. Fülöp közeli barátjának tekintette Gottfried-t és Henrik utódjaként akarta volna látni. Gottfried halálával Henrik és Fülöp kapcsolata megszakadt.
1186-ban II. Fülöp követelte, hogy adják neki Gottfried gyermekeit és Bretagne-t és ragaszkodott hozzá, hogy Henrik utasítsa Richárdot, hogy vonuljon vissza Toulouse-ból, ahol nyomást gyakorolt Fülöp nagybátyjára, Rajmundra. Fülöp azzal fenyegetőzött, hogy ha ez nem történik meg, megtámadja Normandiát. Újra megnyitotta a Vexin kérdést is, amely néhány évvel korábban Margit hozományának részét képezte. Henrik ekkor még mindig elfoglalta a régiót és Fülöp azt akarta, hogy hagyjon fel Richárd és Aliz házassági terveivel és adja vissza Margit hozományát. Fülöp csapataival betört Berrybe, Henrik pedig egy nagy hadsereget mozgósított, amely a franciákkal találkozott Châteauroux-ban, mikor a pápai beavatkozással fegyverszünetet kötött. A tárgyalások során Fülöp azt javasolta Richárdnak, hogy szövetkezzen vele és lépjen fel Henrik ellen, ezzel egy új stratégiát kezdett az apa és fia megosztására.
1187-ben Jeruzsálem megadta magát Szaladinnak, ami Európát egy újabb keresztes hadjáratra szólította fel. Richárd lelkesen nyilatkozott arról, hogy csatlakozni kíván a hadjárathoz, Henrik és Fülöp 1188 elején hasonló szándékukat fejezték ki. Az adókat elkezdték emelni és terveket kezdtek előkovácsolni. Richárd lelkesen várta, hogy keresztes hadjáratot vezethessen, ám kénytelen volt várni, amíg Henrik megteszi a szükséges intézkedéseket. Eközben Richárd 1188-ban aquitániai ellenségeinek szétzúzása után ismét támadást indított Toulouse grófja ellen. Richárd hadjárata aláásta a Henrik és Fülöp közötti fegyverszünetet és mindketten nagy erőket mozgósítottak a háborúra való felkészüléshez. Ezúttal Henrik elutasította a francia király rövid távú fegyverszünetre tett ajánlatait. A dühös Richárd úgy gondolta, hogy apja időhúzással halogatja a keresztes hadjárat elindítását.

### Halála

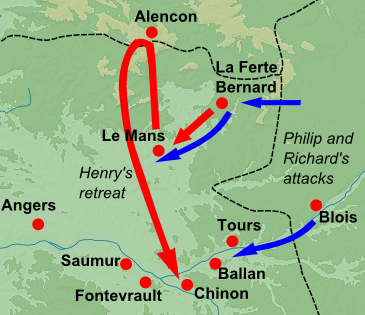
Henrik hadjárata 1189-ben

Henrik és fia, Richárd kapcsolata végül erőszakba torkollott nem sokkal a halála előtt. Fülöp az 1188 novemberében tartott békekonferencián felajánlotta, hogy nagyvonalú, hosszú távú békemegállapodást köt Henrikkel, cserébe, ha Henrik átadja neki az általa követelt területeket, hozzáadja Alizt Richárdhoz és Richárdot örököseként ismeri el. Henrik azonban elutasította a javaslatot, majd maga Richárd szólalt fel és azt követelte, hogy ismerjék el apja utódjaként. Henrik hallgatott és Richárd a konferencián hivatalosan is meghódolt Fülöp és az összegyűlt nemesei előtt.  
A pápaság ismét közbelépett, ami 1189-ben egy újabb konferenciához vezetett La Ferté-Bernardban. Ekkor már Henrik gyomorfekélyben szenvedett, ami végzetesnek bizonyult. A tárgyalások nem eredményeztek jó eredményeket, bár Henrik állítólag felajánlotta Fülöpnek, hogy Richárd helyett János feleségül veheti Alizt, tükrözve azokat a nyári pletykákat, melyek szerint Henrik nyíltan is ki akarja zárni Richárdot. Fülöp és Richárd azonnal meglepetésszerű támadást indítottak a fegyverszünet időszakában.
Henriket meglepték Le Mans-ban és kénytelen volt az északi Alençon felé vonulni Normandiába, ahol biztonságban érezhette magát. Henrik azonban tisztviselői tanácsa ellenére hirtelen visszafordult Anjou felé. Az időjárás rendkívül meleg volt, a király egyre betegebb lett és úgy tűnt, hogy békésen akart meghalni Anjouban, mint hogy egy újabb hadjáratot folytatott volna. Henrik kikerülte az ellenséges erőket dél felé, majd a Chinon-i kastélyában összeomlott. Fülöp és Richárd jól álltak, nem utolsósorban azért, mert már ekkor nyilvánvaló volt, hogy Henrik haldoklik és hogy Richárd lesz a következő király, így tárgyalásokat kezdeményeztek. Ballan-ban találkoztak, ahol a vesztes Henrik csak lován ülve tudott maradni és beleegyezett a teljes megadásba, tisztelgett Fülöp előtt, biztosította, hogy a következő keresztes hadjárat végén Richárd feleségül veheti Alizt és örököseként ismerte el. Emellett kártérítést is fizetett és több kastélyt is Fülöp kezére juttatott.
Henriket egy gyaloghintón vitték vissza Chinon-ba, ahol közölték vele, hogy János nyilvánosan is Richárd oldalára állt a konfliktusban. Ez a dezertálás hatására a király végül lázba omlott és csak néhány pillanatra nyerte vissza eszméletét. Halálos ágyán állítólag kijelentette, hogy törvényes gyermekei voltak az „igazi fattyak”. Henrik 1189. július 6-án hunyt el 56 éves korában. Azt szerette volna, hogy a Limousin-i Grandmont apátságba temessék el, de a forró idő teste elszállítását megvalósíthatatlanná tette és ehelyett a Fontevraud-i apátságban helyezték örök nyugalomra.

## Megítélése

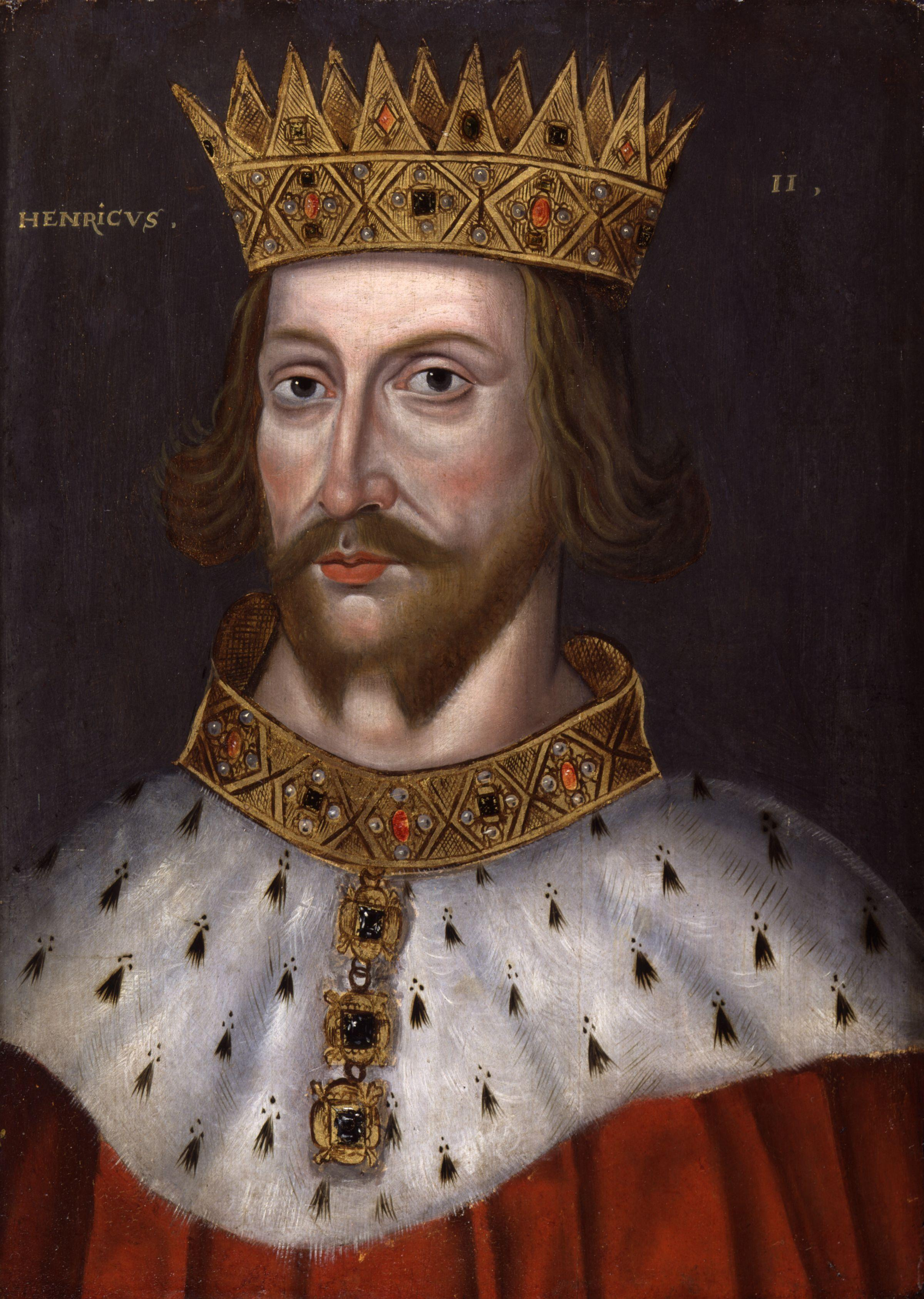
II. Henrik 16. századi portréja

Henrik halála után fia, I. Richárd lett Anglia királya, aki sikeresen megszerezte magának apja földjeit, hamarosan elindult a harmadik keresztes hadjáratra és soha nem ment hozzá Alizhoz. Eleonórát kiengedték a házi őrizetből és visszaszerezte az irányítást Aquitania felett, ahol Richárd nevében uralkodott. Henrik birodalma nem állt fenn sokáig, legkisebb fia, a gyengekezű János uralkodása alatt II. Fülöp Ágost Gascogne kivételével az összes franciaországi birtokát visszahódította. Ennek az összeomlásnak különböző okai voltak, beleértve a gazdasági hatalom hosszú távú változásait, az Anglia és Normandia közötti kulturális különbségeket, de különösen Henrik családjának jellegét.
Henrik nem volt népszerű király és kevesen fejezték ki bánatukat halála hírén. Henriket széles körben kritizálták saját kortársai, még saját udvarában is. Az 1190-es években William of Newburgh megjegyezte, hogy „a maga idejében szinte mindenki gyűlölte”. Hosszú uralkodása alatt bevezetett változások nagy része hosszú távú következményekkel járt. Jogi változtatásait általában az angolszász jogrendszer alapját képezik. Henrik hatalmának kiterjesztése Bretagnere, Walesre és Skóciára szintén jelentős hatást gyakorolt a társadalom és a kormányzati rendszerek fejlődésére.
Henrik és uralkodása évek óta vonzza a történészeket. David Hume 18. századi történész azzal érvelt, hogy Henrik uralkodása kulcsfontosságú volt egy valódi angol monarchia és végül az egységes Nagy-Britannia létrehozásához. Henrik szerepét a Becket-vitában viszonylag dicséretesnek találják a korszak történészei, míg a francia királlyal, VII. Lajossal folytatott viszálya szintén pozitív megjegyzéseket váltott ki. A viktoriánus időszakban új érdeklődést mutattak a történelmi személyiségek személyes erkölcsei iránt és a tudósok egyre nagyobb aggodalmukat fejezték ki Henrik viselkedésének egyes aspektusai miatt, beleértve az apaként és férjként betöltött szerepét is. Becket halálával kapcsán is sok kritika érte. A késő viktoriánus történészek hangsúlyozták, hogy Henrik hozzájárult a legfontosabb angol intézmények fejlődéséhez, beleértve az államkincstárt is. William Stubbs „törvényhozó királynak” minősítette, aki nagy, hosszú távú reformokért felelős Angliában.
II. Henrik szerepét számos színdarabban és filmben eljátszották már. James Goldman 1966-os Az Oroszlán Télen című darabjában Henrik és Fülöp Ágost közötti találkozást mutatja be Chinon-ban, 1183 karácsonyán. Az 1968-ban készült film Peter O'Toole szereplésével bemutatja Henrik modern népi nézetét, mint egy kissé szentségtörő, tüzes és elszánt királyként, bár Goldman is elismeri, hogy Henrik karaktere lényegében fiktív. Az Oroszlán télen című film 2003-ban Oscar-díjat kapott és újravetítették a televíziónak. Henrik feltűnik Jean Anouilh Becket című darabjában, amelyet 1964-ben forgattak és a király karaktere ismét szándékosan fiktív.